# Leyendas de Costa Rica

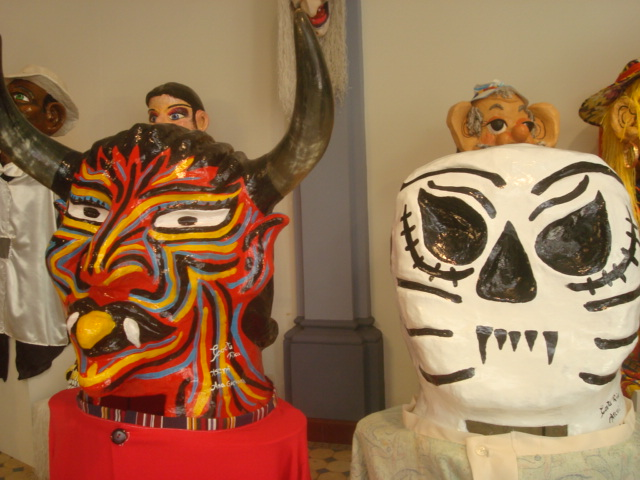
El Cuijen y la Pelona como personajes de la mascarada tradicional costarricense.

Las leyendas de Costa Rica  son un conjunto de relatos y tradiciones folclóricas de Costa Rica, ubicadas dentro del folclor narrativo popular, referidas a algún suceso maravilloso irreal, pero con huellas de realidad, donde se determinan temas heroicos, de la historia patria, de seres mitológicos, de almas en pena, de seres sobrenaturales o sobre los orígenes de hechos o lugares, los cuales se considera que real
mente sucedieron y en los cuales se cree. Las leyendas costarricenses se componen en su mayoría por relatos de almas en pena, magia o cultura indígena, unidos por la presencia constante de la religiosidad que caracteriza al pueblo costarricense, en su mayoría católico.
Las leyendas costarricenses han sido agrupadas en:
- Leyendas de la magia: se centran principalmente en la aparición de espectros (que en Costa Rica reciben el nombre de «espantos»), y su propósito es fundamentalmente moral. Los «aparecidos» eran seres sobrenaturales que se manifestaban para dar una lección a los que traspasaban los límites de las buenas costumbres. En general, estas leyendas son compartidas con la mayoría de los otros países hispanoamericanos, con variaciones dependiendo del país o la región. Ejemplo de esto son las populares leyendas del Cadejos, la Cegua y la Llorona, el Padre sin cabeza, la carreta sin bueyes, la Tulevieja, los duendes, etc, aunque también hay leyendas únicas del país (como la Bruja Zárate), de un cantón o región  (como la leyenda del tesoro de la Isla del Coco), o incluso de un sitio específico (la leyenda de la monja del vaso del hospital San Juan de Dios, la leyenda de los fantasmas del Sanatorio Durán, etc).

- Leyendas de la religión: narran manifestaciones de la voluntad o la presencia divina en suelo costarricense, y tienen un trasfondo religioso, con el propósito de difundir o fortalecer la fe católica entre la población. Narran historias de manifestaciones marianas (como el hallazgo de la Virgen de los Ángeles o de la Virgen de Ujarrás), de santos (como la leyenda de la aparición de San José o del Cristo Negro de Esquipulas en Santa Cruz de Guanacaste), de milagros (como el de la Virgen de la Candelaria o la leyenda del Divino Navegante), etc.

- Leyendas de la tierra: narran sucesos específicos de un lugar, los cuales a veces se consideran encantados. Su propósito es dar explicación a fenómenos o justificar el nombre de una región, un río, una montaña, etc. Una gran mayoría de ellas tienen trasfondo indígena o colonial. Estas leyendas cuentan con una fuerte tradición oral autóctona propia del país. Ejemplos de estas leyendas son la leyenda de Tapezco, la leyenda del volcán Irazú o la leyenda de la cascada de los novios.

## Leyendas de la magia

### Espantos
Espanto es el nombre que recibe en Costa Rica una clase de espectros que se denominan de esa forma en alusión al terror que producen. Tienen un origen antiguo, muchas veces con raíces precolombinas, originados en mitos indígenas que luego se fueron mezclando con historias y creencias coloniales, por lo que es común que existan versiones de sus historias en varios países de América Latina, tomando un matiz local en cada país. La leyenda de cada espanto cuenta la forma en que se originó, por lo general, debido a que el personaje desafió a Dios y a las leyes de Dios, y por eso es condenado a penar. Las leyendas de espantos tienen una función moralizadora: cada espanto castiga un tipo específico de pecado, por ejemplo, el Cadejos solo se aparece a los borrachos, la Cegua a los mujeriegos, el Micomalo a los matrimonios que se pelean mucho, y así por el estilo. A diferencia de los fantasmas comunes, los espantos tiene nombres propios que los identifican y suelen tener una apariencia monstruosa (el Cadejos es un perro negro de ojos encendidos, la Cegua es una mujer con cabeza de caballo, el Micomalo un mono de aspecto demoníaco, etc).

#### El Cadejos
El Cadejos es, en la narrativa folclórica, un perro negro de gran tamaño, ojos brillantes, que arrastra cadenas, y que durante las noches se aparece a los borrachos en sitios solitarios para atemorizarlos y motivarlos a enmendar su comportamiento. Padilla lo describe como un perro grande de espesa pelambre negra, muy larga y ojos rojos encendidos; Fallas lo define como un animal fantástico, de ojos fosforescentes y espesa pelambre, negra y muy larga. Otra versión le agrega dientes de jaguar y patas de cabra. Se aparece a deshora por los caminos arrastrando unas ruidosas cadenas. Acompaña a los noctámbulos que andan en malos pasos, generalmente en estado de ebriedad, para advertirles que cambien su forma de ser. No es de carácter bravo o sanguinario y jamás ataca a ningún hombre. Cuando los niños se desvelan, el Cadejos puede ser invocado, y al poco tiempo se escucharán las uñas en las baldosas o las paredes de la casa, con su aliento resoplando por una rendija de la ventana, sin marcharse hasta que haya silencio y el niño caiga en profundo sueño. En algunas historias se narra que, en vez de verlo, solamente se escucha el sonido de las cadenas arrastradas sobre las baldosas o el pavimento del camino.
La historia de origen varía: la más común es la de un hijo menor que vivía en un total libertinaje, y sufrió la maldición de su padre; o bien, un sacerdote corrupto que fue castigado por Dios. Otra versión narra que se trataba de un joven hijo de un alcohólico, el cual recibía, junto a su madre, el maltrato por parte de su padre, y que, intentando corregir los malos pasos de este, se disfrazó de un animal negro y peludo, saliéndole al paso una noche en que el hombre venía totalmente ebrio. Tras el susto, este se dio cuenta de que era su hijo, por lo que, maldiciéndolo, lo condenó a vagar en forma de perro espectral que sigue, pero no daña, a los bebedores que trasnochan. En una versión, tras cien años de penar, el Cadejos se transformó nuevamente en un ser humano, y posteriormente se arrojó al cráter del volcán Poás, a pesar de lo cual, no murió, y es él quien provoca los estremecimientos del coloso. Esta asociación de los perros mágicos con los volcanes es frecuente en el folclor centroamericano.
La leyenda del Cadejos tiene su origen en los mitos aborígenes sobre chamanes y nahuales que pueden tomar la forma de animales para ejercer sus funciones religiosas y funerarias, rituales en lo que se utilizaban ornamentos de jade, pieles de animales, plumas de aves y máscaras. Entre los mesoamericanos, el perro ejercía la función de compañero de los muertos en su viaje al más allá. La palabra cadejo, no obstante, es de origen español, y se usa para denominar a una parte del cabello cuando está muy enredada, por lo que, en cierta forma, define propiamente al fantasma al ser este una criatura de pelo enmarañado. Fallas menciona que Gagini atribuye su origen al oso hormiguero gigante, animal grande de pelambre larga y negra y afiladas garras, cuyas incursiones nocturnas en la Costa Rica aldeana contribuyeron a la creación del mito.
A diferencia de otras regiones de Centroamérica, donde existen leyendas sobre un cadejo blanco bueno y otro negro malo, en el caso de Costa Rica, el cadejo blanco ha sido substituido por el Copito, un perro pequeño, blanco como un copo de nieve (de ahí su nombre), muy peludo, el cual, dando pequeños saltos, sigue y cuida a las personas hasta que lleguen a su casa.

#### La Cegua
La Cegua (escrita también Segua o Tzegua), en la tradición oral, es una mujer de gran belleza que durante la noche transita por sitios solitarios y que, al ser abordada por un hombre con intenciones galantes, se transforma en un ser monstruoso con cabeza de yegua. Particularmente, el varón debe ir en un medio de transporte, en las narraciones folclóricas, comúnmente un caballo, aunque en relatos modernos se puede dar también en automóviles o motocicletas. Luego de que la víctima acepta llevar a la mujer, ya una vez subida a la grupa del caballo o al vehículo, la cara de esta se transforma en una calavera de caballo con la carne podrida, ojos fulgurantes, enormes dientes averiados y aliento con hedor a descomposición. El monstruo se aferra con brazos de hierro al jinete, mientras el caballo echa a correr despavorido en loca carrera.
Lo que le ocurre a la víctima varía según las versiones: la Cegua puede matarlos con un beso, y los cadáveres son hallados al día siguiente con los ojos desorbitados y la cara desencadajada por el terror; otros escapan y mueren a los días, o sobreviven, pero quedan inútiles para toda la vida; a veces, la Cegua les muerde la mejilla para marcarlos como adúlteros o lujuriosos. También se menciona que, si al abordar al espanto el hombre no ha tenido malas intenciones, este se limita solo a asustarlo, dejándolo físicamente intacto, pero en un cuento aparecido en Repertorio Americano, se menciona que la Cegua solo ataca a los mujeriegos, nunca a los hombres formales o a las mujeres. Soto Hall menciona que la Cegua solamente se le aparece a los hombres que van solos y a caballo, nunca a los que van acompañados o a pie. Sin embargo, Zeledón recopila un cuento donde se le aparece a un grupo de jóvenes, pero solo asusta a dos que flirtean con ella. En un par de versiones, la Cegua toma la forma de un niño que llora por las veredas y, una vez que los jinetes lo han recogido y subido al caballo, se convierte en el monstruo con cabeza de caballo. Sobre el origen del personaje, se creía que la Cegua era una joven libertina que había sido maldecida por su madre cuando la chica había intentado pegarle, al negarle esta el permiso para ir a una fiesta. En la Costa Rica de antaño, se consideraba a la Cegua uno de los espantos más aterradores con el que podían encontrarse los trasnochadores, porque encontrársela podía significar daño físico o, incluso, la muerte.
El término "cegua" para denominar a este espanto es usado en Costa Rica y Nicaragua. El origen de la palabra tiene dos contextos: cegua parece ser una contracción de «Siguanaba» (del k’iche’: siguan'wana'b'a ‘hermana espectral del abismo’‘siguán, ‘barranco’, waná, ‘hermana’; y b'a, ‘espectro’’), nombre con que se le conoce a este fantasma en Guatemala y El Salvador. Ferrero menciona, no obstante, que proviene del náhuatl «cihuatl», que significa mujer. El origen de la leyenda procede de los mitos mesoamericanos sobre diosas de la fertilidad y la lujuria, como la diosa maya Xtabay o la nahua Cihuacóatl. Existen variaciones de la escritura de la palabra cegua, en la cual se usan las letras [ s ], [ z ] y hasta tz y ts. Soto Hall usa la palabra «Tzegua» en el cuento del mismo nombre recopilado por Zeledón en Leyendas costarricenses. Rubén Darío, en cambio, escribía la palabra «cegua» con [ c ]. En 1971, Alberto Cañas publicó una obra de teatro titulada La Segua, basada en este mito, que posteriormente sería llevada al cine en una película de Óscar Castillo. Para Cañas, el uso de la s para escribir esta palabra era correcto, pues la diferencia entre [ c ], [ s ] y [ z ], residente en el sonido, es muy evidente en el español ibérico, sin embargo, en el español de América, los tres sonidos son iguales, y al ser una palabra totalmente americana y probablemente derivada de un vocablo indígena (para él, escrito originalmente con ts) y que se pronuncia con el sonido [ s ], no existía ninguna razón para escribirla de otro modo.

#### La Llorona
La Llorona es el alma en pena de una mujer que ahogó a su hijo y arrepentida hasta la desesperación, vaga buscándolo por la vera de los ríos, lamentándose y llorando desconsoladamente, espantando a todos los que la oyen o la ven. Se aparece a deshoras en las orillas de los ríos como una mujer vestida de blanco, pálida y con los ojos hinchados de llorar, con cabellos negros, largos y en desorden, lanzando ayes lastimeros por el hijo que perdió.
La leyenda costarricense que explica el origen de la Llorona tiene algunas variantes: la mujer puede ser una princesa indígena, una campesina mestiza, o una ibérica, generalmente joven y muy hermosa, la mayoría de las veces soltera, aunque también puede estar casada o prometida a otro; por diversas circunstancias, la mujer se enamora, dependiendo de la época en que se narre la historia, de un conquistador español, de un hombre rico de alcurnia, o simplemente de un hombre apuesto y galante que la corteja. Queda embarazada, ya sea por voluntad propia o por la fuerza. Una vez ha dado a luz, es rechazada por parte de su amante, su familia, la sociedad o su propio pueblo. Cuando es rechazada por su amante, este la abandona, se va con otra o es asesinado por ella, lo que contribuye a su desdicha. Puede que el amante no la rechace, pero entonces él muere de forma trágica. La mujer pierde el juicio y asesina al recién nacido ahogándolo en un río, aunque también ocurre que la criatura es lanzada al río por el padre o el marido burlado, en venganza por la afrenta, o ella es obligada a ahogarlo en el río, de cualquier forma esto hace enloquecer a la mujer. Finalmente, la mujer se suicida lanzándose al agua intentando rescatarlo, luego es maldecida, ya sea por Dios, por las fuerzas del Universo, o por su propio padre, y es condenada a vagar como alma en pena buscando al hijo perdido para nunca encontrarlo, o ve la sombra del niño en el agua, pero cuando lo va a coger, se le escapa de las manos.
En las leyendas costarricenses, hay varias versiones de lo que ocurre a la víctima de la aparición: lo más frecuente es que la escuche llorando a lo lejos dando aterradores gritos, pero sin verla. Frecuentemente, la víctima es un hombre solo o varios hombres jóvenes, más raramente niños y mujeres. Cuando es avistada, la víctima entra en pánico y huye, pero generalmente, no sufre daño, por lo que se considera que la Llorona no es un espanto agresivo, pero verla causa terror. En otras versiones, sobre todo en aquellas donde la mujer ha sido burlada por el amante, la Llorona ataca a la víctima y la ahoga en el río, confundiéndola con su burlador, y en el caso de los niños, con su propio hijo. También se menciona que la Llorona ignora que está muerta. Además de ser una advertencia para las jóvenes contra el embarazo no deseado y el aborto, y para los hombres, contra la juerga y el trasnochar, otra de las funciones de la leyenda era disuadir a los niños de acercarse a los cuerpos de agua y evitar que se ahogaran de forma accidental.
La leyenda de la Llorona tiene raíces prehispánicas y cuenta con diversas versiones en cada país hispanoamericano, pues mezcla elementos de mitos precolombinos con tradiciones españolas. En México, fray Bernardino de Sahagún recogió la leyenda en su obra monumental Historia general de las cosas de Nueva España (1540-1585) e identificó a este personaje con la diosa Cihuacóatl. En la mitología talamanqueña de los pueblos bribris y cabécares de Costa Rica, existen leyendas previas a la llegada de los españoles donde se habla de espíritus que habitan en los ríos y cascadas, que emiten grandes lamentos cuando un niño va a morir o que pierden a los niños, y que reciben el nombre de itsas, palabra que en el idioma bribri significa tanto llorona como tulevieja, por lo que en las leyendas costarricenses, la historia de estos dos personajes es similar. Un ejemplo de estas leyendas es la historia de Sakabiali, llamada también la Señora Llorona del Monte.

#### La carreta sin bueyes
La carreta sin bueyes es el fantasma de una carreta que deambula por las noches las callejuelas de alguna ciudad, con el yugo alto y vacío, sin bueyes que la conduzcan ni boyero que la dirija. La leyenda cuenta que, a deshoras, se oye el traqueteo desajustado de las ruedas de una carreta, que primero se oye lejana y que se va acercando poco a poco, llegando incluso hasta la puerta de la casa, para luego escucharla alejarse a la distancia. Es un espectro con el don de la ubicuidad, pues tradicionalmente varias personas dicen haberla escuchado a la misma hora y en el mismo instante. Se aparece en sitios donde viven jóvenes libertinos que viven en unión libre, o matrimonios que pelean constantemente. También se le asocia con la avaricia y la codicia. Aparece cerca de la casa de alguna persona que se ha vuelto muy codiciosa o un avaro que acaba de morir. A veces se menciona que quien la ve, muere a los ocho días de contemplar la aparición, aunque en algunas historias, los que la ven no mueren pero quedan con algún defecto físico. Se le consideraba un hado de malos presagios que anunciaba desgracias. La presencia del espectro es una advertencia a los pobladores que corrijan su forma de vivir y busquen el buen sendero.
Sobre el origen de tal fantasma se narra lo siguiente: un labrador codicioso y avaro decidió construir una carreta, pero para no comprar la madera necesaria, robó la que estaba consagrada para construir el templo del lugar. El ladrón posteriormente muere y la carreta es maldecida. Desde ese día, la carreta se mueve por sí misma, sin necesidad de tracción animal (una versión de la leyenda escribe «¿Por qué condenar a unos inocentes bueyes?»), conducida por el Demonio invisible en persona, con el cadáver o el alma del boyero en el cajón de la carreta, que va como advertencia por los caminos y yermos, para aquellos que solamente conocen la palabra riqueza. Los que no hacen caso de su errar, al morir van y se unen al espectral boyero para conducir la carreta maldita por sendas inciertas. En otras versiones, el dueño de la carreta es un hombre malo que no cree en Dios y en un día de fiesta religiosa, intenta entrar con la carreta a la iglesia, pero no lo logra porque los bueyes se resisten. El sacerdote del lugar lo maldice a vagar con su carreta sin bueyes por los siglos de los siglos. En otra versión, el hombre de la carreta era el amante de una bruja, y al morir él pide ser enterrado como cristiano. La bruja intenta entrar con todo y carreta al templo, pero el sacerdote la reprende por su incredulidad, y desde entonces la carreta va anunciando desgracias, conducida sin bueyes por el Diablo. En una versión más, el hombre malo de la carreta hace trabajar a sus bueyes hasta dejarlos exhaustos. Estos mueren y él hace un pacto con el Diablo para que la carreta se mueva sola.
La carreta típica de Costa Rica es símbolo cultural del país. Durante gran parte de su historia, fue un instrumento de trabajo vital para el transporte del café desde la región del Valle Central hasta el puerto de Puntarenas, de donde se exportaba a Inglaterra. La economía del café de Costa Rica fue clave en el desarrollo general del país durante el siglo XIX y parte del siglo XX. Según el filósofo Constantino Láscaris, el origen de la leyenda de la carreta sin bueyes se encuentra en la peste del cólera que azotó el país durante la Campaña Nacional de 1856-1857, la cual cobró la vida de cerca de 10 000 personas, cuyos cadáveres eran transportados en carreta para ser cremados o enterrados. Ferrero también menciona este origen y además, lo remonta aún más primitivo, a la peste negra que asoló Europa durante la Edad Media.

#### El padre sin cabeza
El padre sin cabeza es el fantasma de un sacerdote católico decapitado. El espectro, vestido de sotana y sin cabeza, se aparece en ruinas de iglesias, ermitas, colegios católicos, monasterios y sitios similares. Se aparece dentro del recinto a deshoras, dando misa a los pecadores, pasando todo el rito religioso de espaldas, sin dar la cara, oculto entre las sombras, hasta que a la hora de dar la eucaristía, cuando el testigo se acerca, el cura se da vuelta y la persona nota, horrorizada, que le falta la cabeza.
Existen distintas versiones del origen del fantasma. Una de las más populares narra que el padre sin cabeza se aparece en las ruinas de la antigua Parroquia de Santiago Apóstol en Cartago, destruida por los sucesivos terremotos de 1841 y 1910, a causa de un horrible sacrilegio, cuando un furioso enamorado, por amor a una mujer bellísima, dio muerte, sobre las gradas del altar, al sacerdote en el momento en que este consagraba la hostia. En otra versión, el cura y el novio son hermanos, enamorados de la misma mujer, y es el cura el que da muerte a su hermano en el momento de casarlo con su amada, razón por la cual le cortan la cabeza. Por haberse derramado sangre de hermanos sobre tierra sagrada, no se puede reconstruir la antigua catedral de Cartago, destruida varias veces por los terremotos. En otras versiones, es un sacerdote que emigró al Perú, donde fue decapitado por la Inquisición por mujeriego, avaro y descarado, por lo que todavía anda buscando la cabeza; en otra versión, le cortaron la cabeza por no querer realizar un matrimonio que no cumplía con los requisitos que exige la ley de Dios. En otra versión, es el espíritu de un sacerdote al que le gustaba mucho el juego, con lo que logró amasar una gran fortuna, la cual ocultó bajo un frondoso árbol, luego de lo cual hizo un viaje a Nicaragua, país donde por alguna razón fue decapitado. Su fantasma se aparece a los pies del árbol cuidando que nadie le robe su tesoro.
La leyenda del padre sin cabeza es de origen colonial y muy común en el folclor de diversos países latinoamericanos. Sus orígenes están relacionados con las ejecuciones de los misioneros católicos durante la época en que comenzaba la difusión del Cristianismo en América, donde estos sacerdotes y monjes eran vistos como una amenaza por los potentados, o bien, por no comulgar con el sentir de la propia Iglesia Católica de ese entonces, lo que llevaba a la ejecución de estos sacerdotes, muchas veces contra la voluntad del mismo pueblo, en el marco de la Inquisición Española. Una de las primeras versiones de la leyenda surgió luego del asesinato de fray Antonio de Valdivieso en Nicaragua en 1550.
En Costa Rica también hay historias sobre otros fantasmas sin cabeza: la leyenda del pirata sin cabeza cuenta que este espectro cuida un tesoro producto de la piratería en la playa de Tivives, en el pacífico costarricense. En el libro «Leyendas ticas», Elías Zeledón también recopila una leyenda escrita por Mario Cañas Ruiz acerca de un jinete sin cabeza que se pasea por la pampa guanacasteca.

#### La Tulevieja
La Tulevieja es una mujer fea, decrépita, mal vestida, sucia y despeinada, mitad mujer y mitad ave, con los senos hinchados y erectos, a veces chorreando leche. En lugar de piernas, tiene patas y garras de ave, además de poderosas alas cortas que le permiten volar. 
Se le llama de esta forma porque sobre su cabeza lleva puesto un tule, un sombrero de paja puntiagudo que usaban las campesinas para protegerse del sol, la lluvia o los insectos, generalmente calado hasta los ojos, y renegrido por las manchas del banano o el café. La Tulevieja va errante por los diferentes caminos y despoblados, colándose en los gallineros de las casas para comer estiércol, cuitas de gallina, carbones y cenizas.
Existen tres versiones generales y muy diferentes sobre el origen y comportamiento del fantasma. La primera es similar a la leyenda de la Llorona: una joven tuvo un embarazo no deseado y, una vez hubo parido su hijo, lo mató de hambre negándole el pecho, razón por la cual quedó maldita y se transformó en este monstruo, que anda errante por los caminos buscando amamantar al bebé que perdió, con los senos rebozando de leche, tanta, que deja un rastro que van siguiendo las hormigas. La segunda versión cuenta que simplemente fue una anciana que siempre tenía puesto el tule, hasta para dormir. Por su aspecto, los niños la molestaban, y ella los perseguía para castigarlos. Un día, el viento le arrancó el sombrero y lo dejó caer en el río. La mujer fue tras él y murió ahogada. Desde ese día, se aparece por la vera de los ríos lanzando un lastimero gemido que dice Tulevieja... Tulevieja..., espantando a los niños que van a bañarse al río. La tercera versión hace su comportamiento similar a la historia de la Cegua: se le aparece a los hombres lujuriosos con los enormes senos descubiertos, invitándolos a acariciarlos mientras bailan. Pero el espanto esconde un hormiguero entre su pecho, entonces las hormigas atacan al hombre, anestesiándolo. Luego, la Tulevieja alza vuelo con el incauto para devorarlo. Zeledón también recopila en Leyendas ticas, un cuento de Eduardo Jucasa sobre la Tulevieja: según esta historia, ella se aparece en la pampa guanacasteca ofreciendo una soga arrugada a los jinetes. Si estos la toman, la vieja huye presurosa por la sabana arrastrando a jinete y caballo con una fuerza increíble, mientras ríe sardónicamente. Aquellos que toman la soga y logran escapar, se vuelven diestros sin igual en el arte del lazo.
La leyenda de la Tulevieja proviene de la mitología bribri, que menciona la existencia de unos genios llamados «itsö», que lloraban en los ríos o cascadas cuando un niño iba a morir (o incluso que robaban y comían niños) y que tenían la forma de una vieja con cuerpo de ave de rapiña, que los indígenas llamaban «wíkela» (abuela). González Feo planteaba que la leyenda era una degeneración campesina de los mitos de la esfinge egipcia o las sirenas griegas.

#### El Dueño del Monte
El Dueño del Monte, también conocido como Viejo del Monte, es un gigante muy corpulento, con el cuerpo cubierto completamente de pelo largo y un solo ojo, que recorre los bosques y las montañas lanzando grandes alaridos que estremecen a los viajeros. Ferrero lo describe como un ser cubierto de pelo, hojas y ramas, que habita en las montañas y persigue a quien se atreve a contestar su aullido. Padilla lo describe como un cazador lleno de pelo, sucio y desaliñado, que entró a la montaña a cazar con sus perros un Viernes Santo, por lo que fue castigado a andar penando por el monte lanzando alaridos.
Las narrativas folclóricas atribuyen el origen del personaje identificándolo como el alma en pena de un cazador que mataba a los animales por placer. Cuando murió, a ruego de San Francisco de Asís, Dios le dio una nueva oportunidad enviándole de nuevo al mundo como un espíritu que defiende a los animales de los excesos desmedidos de los hombres. Tiene el poder de transformar a los animales, por ejemplo, cuando un cazador está a punto de matar a un venado que defiende a sus cervatillos, el Dueño del Monte lo convierte en un tigre que hace temblar y huir al cazador. Cuando los cazadores pernoctan en la montaña, al despertar al día siguiente, descubren que el Dueño del monte ha anudado los cañones de sus rifles, doblándolos como si estuvieran hechos de cuerda y no de metal. Para librarse de este ser, los campesinos recomendaban que, al internarse en la montaña, se llevara pedazos de tabaco, que le gusta mucho, dejando estos desperdigados por el camino, de modo que él los fuera recogiendo y no perturbara la cacería. En Guanacaste y Puntarenas, el Viejo del monte toma la forma de un sabanero de barbas largas y enmarañadas, cabello largo hasta el hombro, que se aparece en los potreros montado a caballo y agitando una larga soga al aire, espantando al ganado con sus gritos.
La leyenda del Dueño del Monte tiene su origen en la mitología talamanqueña. Para los pueblos bribri y cabécar de Costa Rica, Duwàlök era el dueño del monte y los animales, colocado en la tierra por Sibö̀ para cuidar de ellos. En los mitos, cuando Duwàlök veía a un cazador en la montaña, creyendo que tenía hambre, hacía que un animal pasara cerca para que aquel lo cazara y saciara su hambre, pero no le gustaba que los dejaran heridos. Otro personaje similar de las leyendas bribri es Itsa', un demonio enemigo de Sibö̀, que en algunos mitos es descrito como un hombre alto, mechudo y de aspecto horrible, con el rostro demacrado y arrugado cubierto de luciérnagas. Los bribris le llamaban «Wö̀ke» (viejo). Estos ogros y espíritus de los bosques son parte de las mitologías aborígenes americanas, como es el caso del mapinguarí y Caipora entre los pueblos amazónicos, el Mohán y la Madremonte de Colombia, el Gran Diablo del llano venezolano o el pombero de los guaraníes. Ferrero establece un paralelismo entre el Dueño del Monte y los espíritus arbóreos de la mitología celta, como el Pfinstel de la Baja Sajonia o el Hombre Salvaje del Matorral de las regiones de Sajonia y Turingia, en Alemania, pero que ha perdido sus atributos arbóreos por la modificación efectuada por el catolicismo para quitarle sus rasgos paganos. El hombre salvaje también aparece en el folclore de Costa Rica: era un hombre alto, primitivo, peludo y violento, que se comportaba como un animal salvaje. Habitaba en las montañas, los bosques y selvas, y encontrarse con él era peligroso, ya que podía atacar a las personas.

#### El Sisimiqui
El Sisimiqui (también Sisimique o Sisimico) es un ogro con cara de hombre y cuerpo de mono, cubierto de espeso vello, que rapta a las mujeres en su noche de bodas. Tiene solo 4 dedos en las extremidades y los pies invertidos, por lo que deja huellas al revés, de modo que nadie puede seguirlo. Habita en las oscuras y profundas cavernas de las montañas. La leyenda oral sobre el Sisimiqui que se roba a las mujeres fue recogida en algunos cuentos costarricenses, como «El Sisimiqui», por María Isabel Ruiz de Sáenz, que pertenece al ciclo de Tío Conejo, donde el ogro es vencido por la astucia de este personaje; y «El gigante Sisimiqui», de Carlos Luis Sáenz, que aparece en su antología «El Abuelo Cuentacuentos». Existe una versión femenina del personaje, la Sisimica, que es la esposa del Viejo del Monte, y que se presenta como una mujer fea y desgreñada.
El leyenda es de origen indígena y más arraigada en Guanacaste y la Zona Norte de Costa Rica. En la narrativa folclórica de muchos pueblos de Mesoamérica y Suramérica es frecuente la existencia de historias de ogros, tantos masculinos como femeninos, generalmente descritos como gigantes antropófagos velludos, con los atributos sexuales exagerados (pene o mamas enormes) y con la capacidad de volver los pies al revés para no ser seguidos. Entre estas criaturas se pueden mencionar los del Área Amazónica (Caipora, Curupira y Ceiuci) y los de los pueblos chibchas: los yohó de los ramas, los muérra de los maléku, los ushidó de los dorasques, las túlu de los bocotaes, los nia de los cunas, los itsö de los bribris y los míkó de los cabécares. En el caso de Costa Rica, la mitología maléku es la que presenta de forma más clara la historia del ogro libidinoso secuestrador de mujeres. El Mohán de Colombia, el Tin Tin y el Chuzalongo ecuatorianos, el Kurupí de los guaraníes y el Trauco chileno son personajes legendarios de América Latina que comparten algunos atributos con el Sisimiqui: facciones desagradables, falos exageradamente grandes, pies invertidos y el rapto de las mujeres.
La palabra «sisimiqui» deriva de «sisimite», palabra de origen nahua que pasó a Costa Rica por difusión desde el resto de Centroamérica luego de la conquista española, puesto que los asentamientos nahuas en el país fueron pequeños y desaparecieron rápidamente. En la lengua pipil de El Salvador, el término «/tsitsimit/» se usa para denominar a un demonio, y en este país el sisimite es un tipo de duende. Entre los mexicas, la palabra «tzitzimitl» (plural «tzizimime», variante «tzizimites») se usa para nombrar a un ser sobrenatural, descrito por Bernardino de Sahagún como un tipo de demonio del aire que baja a la tierra para destruirla y devorar a los humanos. En Guatemala, el personaje del Sombrerón, un duende que secuestra a las mujeres, es conocido también con el nombre de Tzizimite. El cambio de la terminación /t/ a /k/ que da origen a «sisimique» (y de este a «sisimiqui» por substitución de la [e] átona final de la palabra por [i]), ocurre por disimilación del punto articulatorio de la /t/ por la /s/ precedente, y la variante «sisimico» es contaminación de «sisimique» por la palabra «mico», debido a la apariencia simiesca del personaje.

#### El Micomalo
El Micomalo es un mono de aspecto demoníaco. Los trasnochadores podían toparse con él cuando vagaban por caminos solitarios en medio de los bosques, observando repentinamente una sombra que se columpia entre las copas de los árboles, negra y de ojos rojos luminosos. El Micomalo también podía aparecerse en los puentes, impidiendo el paso de los boyeros que llevaban sus carretas llenas de café para vender. Podía aparecerse en las casas, balanceándose en el techo, asustando a los animales, haciendo ruidos, travesuras y jugarretas, sin dejar dormir a los moradores.
Ferrero anota que el Micomalo, en las creencias populares, es en realidad el Diablo en persona. Esto hace del Micomalo desde un ser inteligente y travieso, hasta una criatura malvada, malintencionada y sumamente peligrosa, al que se puede invocar y al que se puede enviar a dañar a otras personas, y a la vez, se le puede ahuyentar con oraciones y rezos. En «Marcos Ramírez», de Carlos Luis Fallas, se le describe como un mono enorme y horrible, de pelo negro y erizado, con ojos de fuego y manos candentes que dejan huellas de quemaduras. En el cuento de Mario González Feo, recopilado por Zeledón en Leyendas costarricenses, se le describe como un león de falda, desnudo de pelo, en alusión al puma o al león breñero. Constantino Láscaris lo describe como una especie de mono que gruñe, hace muecas, lanza chillidos, salta tan alto como si volara y tiene la capacidad de desaparecer. En el Pacífico noroeste de Costa Rica, provincias de Guanacaste y Puntarenas, hay leyendas de brujas que se convertían en monas (o micas) para espantar y molestar a los hombres mujeriegos y trasnochadores. Por las noches, en medio de la oscuridad, las micas aparecían de repente meciéndose en los árboles, lanzando alaridos que daban escalofríos, asaltando a los viajeros por los solitarios caminos, literalmente matándolos del susto. Para repelerlas, se debía tomar una cruceta, clavarla en tierra sobre una señal de la cruz dibujada previamente, mientras se rezaba una oración, y lanzar unos granos de maíz al suelo, lo que obligaba a la mica a recogerlos hasta el amanecer.
Las leyendas del Micomalo y las micas tiene sus raíces en los rituales chamánicos precolombinos, donde el chamán se convertía en diversos animales. Los poderes de estos especialistas fueron representados en objetos ceremoniales de cerámica, piedra, jade y oro, con un profundo significado simbólico y ritual, observándose personajes ataviados con máscaras y características físicas de animales, en conjunción con múltiples significados pertenecientes a la cosmogonía indígena. En la mitología talamanqueña de los bribris y cabécares, el mono, con su destreza manual, ayuda al dios creador Sibö̀, junto a otros animales, en la construcción de la casa cósmica (Ù-suré), que es la base del universo aborigen.

#### El Cuijen y La Pelona
Cuijen (del náhuatl, cuixin, gavilán),  Pisuicas o Chamuco, es el nombre coloquial que los costarricenses dan al Diablo, el cual es protagonista de algunas leyendas locales donde se mezclan las tradicionales creencias católicas con los espíritus astutos e ingeniosos de los cuentos indígenas. En estas leyendas, el folclor reviste al demonio con fisonomía campesina, pocas veces terrorífica, pero conservando las intenciones perversas y malintencionadas de este ser, buscando la corrupción de la humanidad, alejar al hombre de la divinidad y robar el alma de los incautos. La palabra cuijen significa gavilán, de allí la expresión «se lo llevó el cuijen», en alusión a los gavilanes que se roban a los pollos. Cuijen también hace alusión a las aves con plumajes de color blanco y ceniciento. La palabra «Pisuicas» proviene de la lengua huetar, y significa diablo o bruja. En tanto, Chamuco proviene del verbo «chamuscar», en alusión al fuego. Otra forma de referirse al diablo son las palabras «Candanga» o «Mandinga», que son de origen africano y son de uso común en el Caribe antillano y centroamericano.
Entre las leyendas más conocidas donde el Cuijen interviene directamente, están la del Puente de Piedra en Grecia (véase más adelante), donde un indígena engaña al Pisuicas para que este construya un puente de piedra sobre un río. Otra leyenda, popular en Guanacaste, presenta al diablo como un jinete que se aparece en las encrucijadas de los caminos y reta a los más recios sabaneros (llanero o vaquero que cuida del ganado), a un duelo de machetes en un paraje solitario. Otra leyenda lo describe como un caballero muy apuesto que viste lujosamente, siempre de negro, con la particularidad de que tiene la dentadura enchapada en oro, el cual engaña a las muchachas libertinas que no hacen caso de sus padres, para luego llevárselas o dejarlas locas, enfermizas e inútiles para el resto de la vida.
La Pelona, también llamada la Ñata, es la personificación de la muerte. Al igual que al Cuijen, se le reviste con fisonomía campesina, solamente que con características femeninas. Se le dice la Pelona debido a que se le representa con la cabeza en forma de cráneo desnudo, y la Ñata, porque los cráneos carecen de nariz. Una forma coloquial de referirse a la muerte de una persona es el dicho «se lo llevó la Pelona».

#### El Diablo Chingo
El Diablo Chingo (llamado también Chingo Negro) es un enorme toro negro, «chingo» (con cola corta o sin ella), con ojos ardientes como brasas y una enorme cornamenta, que causaba espanto por los potreros de la llanura guanacasteca. Muchas veces llegaba hasta los pueblos y corneaba mortalmente a los noctámbulos. No se le podía lazar ni montar. Se creía que se trataba del mismo Diablo en persona en forma de toro.
La leyenda más conocida narra la historia de un capataz o mandador, que un Viernes Santo intentó lazar al Diablo Chingo, pero el animal, huyendo por la montaña, arrastró al mandador en una terrible persecución, para no volver a ser visto. Desde eso se asegura que los Viernes Santo, en el llano de Mata Redonda, a los pies del volcán Orosí, a las tres de la tarde pasan corriendo dos sombras, una detrás de la otra, que se internan en la montaña, oyéndose el grito de un sabanero que corre ganado y el mugido de un toro.
La leyenda del Diablo Chingo es oriunda de Guanacaste, provincia rica en folclor que se destaca por su cultura influenciada por la vida de la hacienda y el cuido del ganado. Guanacaste posee una rica herencia cultural que sincretiza creencias aborígenes, españolas, criollas y africanas. En torno a esta leyenda, existe en Guanacaste una danza folclórica conocida como la Danza del Diablo Chingo. Según el historiador Carlos Arauz, la leyenda del Diablo Chingo apareció en la época colonial, tiempo después de la introducción de los primeros bovinos por Juan de Cavallón. Las primeras haciendas guanacastecas aparecieron entre 1600 y 1770, y las tradiciones del Diablo Chingo surgieron producto de la imaginería de los sabaneros (el vaquero guanacasteco). En la provincia de Puntarenas, en especial en la zona de Chomes, existe una variante de esta leyenda, donde el Diablo Chingo no es un toro sino un gran venado de enormes astas que pierde a los cazadores en la montaña.

#### La procesión de las ánimas
La procesión de las ánimas es conocida en todo el país, pero es especialmente popular en Cartago y Puntarenas. Se trata de la aparición, a la medianoche, de una procesión de personas vestidas de negro, con capuchones sobre la cabeza, que van rezando, llevando en cada mano una vela de cebo encendida y una pequeña cruz. Se supone que estas personas son almas de difuntos (ánimas) que se encuentran en el Purgatorio. En otras versiones, la procesión se aparece en el interior de alguna iglesia, siempre a medianoche, cuando se supone que el edificio está cerrado. También podía aparecerse en los panteones.
En una historia, una viejecita observó una noche la procesión de las ánimas sin reparar que era una aparición. Una de las ánimas se acercó a la ventana de su casa y le entregó una vela encendida, que ella decide guardar. La visión se repite por varios días, y la viejita continuó guardando las velas hasta que cayó enferma, empeorando cada vez hasta casi la muerte sin que las medicinas le ayuden. El sacerdote del lugar la visita para darle los santos óleos y ella le cuenta la extraña visión. El sacerdote busca las velas y descubre horrorizado que se trata de huesos humanos. Procede a realizarse un rito de expiación y entierran los huesos en el cementerio. La mujer mejora milagrosamente a los pocos días.
Esta leyenda se encuentra relacionada con la leyenda española de la Santa Compaña, y se encuentra también presente en otros países de América Latina.

#### La Mano Peluda
La Mano Peluda es un asustador de niños que las madres y padres de antaño utilizaban para atemorizar a sus hijos pequeños si no les obedecián en algo, por ejemplo en las noches, al acostarlos, para que no se bajaran de la cama y se durmieran rápido, amenazandolos con que les iba a salir la Mano Peluda por debajo de la cama y les iban a agarrar y jalar los pies.
A esta entidad se le describe como una enorme y horrible mano humana con vida propia, y cubierta de gruesos pelos y largas uñas.

### Espectros y fantasmas locales
En Costa Rica existen muchas leyendas sobre fantasmas locales. A diferencia de los espantos, que tienen un carácter más regional y común en varios países  latinoamericanos, estos fantasmas están ligados a sitios y lugares más propios de Costa Rica.

#### Fantasmas del Hospital San Juan de Dios

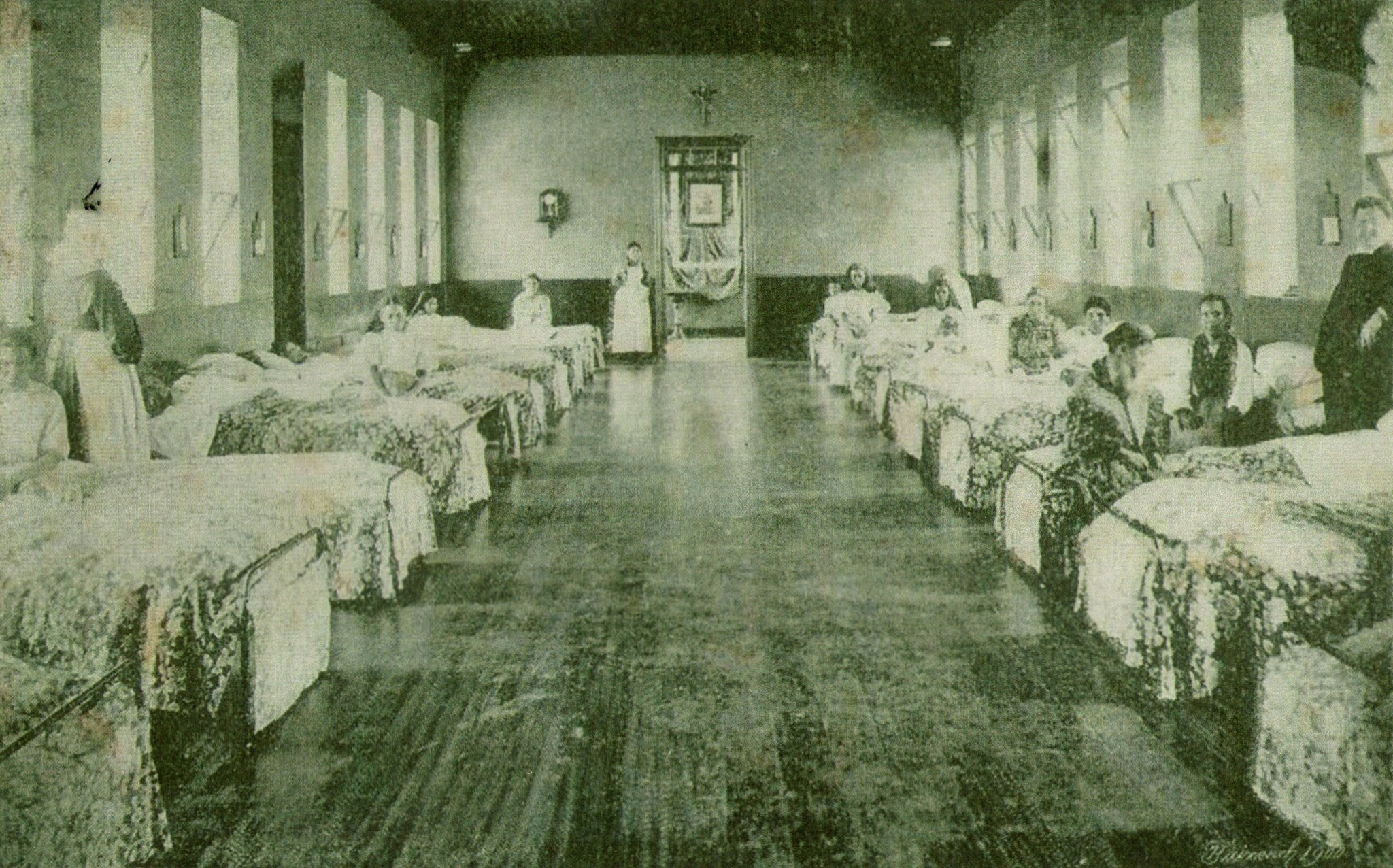
Salón de Mujeres del Hospital San Juan de Dios en 1902. A la izquierda se observa la figura de una monja fungiendo de enfermera.

En el Hospital San Juan de Dios de la ciudad de San José, abundan las historias de fantasmas, quizá la más conocida es la monja del vaso. Esta leyenda narra que una monja desatendió el último deseo de un moribundo (un vaso de agua), dejando que este muriera sin haber bebido. Arrepentida, su alma pena por las noches deambulando por los pasillos del nosocomio, ofreciendo un vaso de agua a los enfermos. Nadie lo hace por el terror que la aparición produce, pero se dice que quien lo bebe, sana milagrosamente. También se cuenta que el fantasma, cuyos pies nunca tocan el suelo, provoca a veces una sensación de paz y curación a los enfermos cuando los visita en sus lechos, pero que a veces, los que se la topan por los oscuros pasillos del hospital por las noches, sienten una sensación de escalofrío y espanto mientras desaparece sin dejar rastro. El origen de la leyenda radica en que el Hospital San Juan de Dios, fundado en 1845, fue atendido por las religiosas Hijas de la Caridad, o vicentinas. Estas vestían de negro con cuello blanco y usaban una toca alta con forma de barco de papel. 
Otros fantasmas de dicho hospital son: un hombre alto, vestido de negro, con un sombrero ancho, que se aparece en la sección de Hematología; una mujer vestida de rojo que levita;  un fraile que se ahorcó por depresión en el hospital, cuya ánima en pena vaga por los pasillos;  una anciana que se aparece a los recién operados, ordenándoles que se levanten para que su salud no empeore, para luego evaporarse en el aire; fantasmas de enfermeras y médicos fallecidos, como el del doctor Ricardo Moreno Cañas, al cual se le hace un rito para solicitar la sanidad (un vaso con agua, una rosa blanca, su foto y la petición de sanidad por escrito); duendes que pellizcan y molestan a los enfermos hasta el fastidio, historias de grifos que en lugar de agua dejan caer sangre; fantasmas de niños en la antigua ala de Pediatría que se aparecen a molestar a los enfermos del área de Quemados; fantasmas de antiguos trabajadores que atienden a los pacientes durante las noches y hacen las camas; camillas y sillas de ruedas que se mueven solas por la noches; además de escucharse aullidos en el tercer piso del hospital, donde se practicaron los primeros ensayos de trasplante de corazón, usando perros; llantos de niños o de mujeres fallecidas en el parto, que se aparecen para despedirse de sus recién nacidos etc.

#### La pasajera fantasma
Esta leyenda está relacionada con la leyenda urbana de la autoestopista fantasma, es decir, sobre el fantasma de una mujer que se aparece a la orilla de una carretera desolada a altas horas de la noche, detiene un taxi y lo aborda, solicitándole al conductor que la lleve a una dirección, generalmente una casa que está cerca de un cementerio. Cuando ha llegado al destino, desciende del vehículo y le indica al chofer una casa donde le pagarán el servicio, mientras penetra en el camposanto y desaparece. El taxista, intrigado, llama a la puerta de la casa y narra la historia, tras lo cual, las personas que habitan allí, confundidas, le enseñan una fotografía de la mujer. Cuando el taxista afirma que esa es la persona que solicitó el servicio, le informan que ella lleva muerta ya muchos años, y que está enterrada en una tumba en el cementerio cercano. En otras versiones de la leyenda, el fantasma simplemente desaparece dentro del vehículo.

#### El fantasma de los llanos
Se trata del alma en pena de un caballero montado a caballo, que se aparece en la pampa guanacasteca las noches de luna llena. La leyenda cuenta que se trata del hijo de un administrador de una hacienda de Guanacaste, un muchacho apuesto pero de mal carácter que quería conseguirlo todo a su manera aunque fuera por las malas. Se enamoró de una hermosa joven que era sobrina suya, la cual no correspondía su amor, por el carácter de él y por ser familiares. Además, ella estaba enamorada de un humilde sabanero que trabajaba en aquella hacienda, con quién se veía a escondidas a la sombra de un pequeño árbol de guanacaste. Allí les sorprendió el amante quien, despechado, quiso matar de un tiro a la muchacha, pero interponiéndose el enamorado sabanero, la bala ultimó la vida de ambos. Enterado el padre de la joven de lo sucedido, con el dolor de su alma maldijo al asesino, condenándole a vagar por los llanos sin descanso por todos los siglos de los siglos.

#### El fantasma de la sabana
Confundido algunas veces con el fantasma de los llanos, esta leyenda guanacasteca habla de un espectro que es el alma en pena de un valiente sabanero - aquel que arrea el ganado a caballo, la versión costarricense del vaquero o gaucho - que murió tratando de lazar un aguerrido e indomable toro, y cuyo fantasma se aparece por los potreros espantando al ganado, que rápidamente busca el amparo de los corrales.

#### Las luces de muertos, los bultos y los hermanos
Cuando en medio de los caminos o cerca de los cementerios, se ve una luz bailar entre las sombras, dicen los abuelos que son almas de muertos, quizá de algún viejo rico avaro, quien habrá enterrado sin revelar a nadie, una «guaca» o una botija llena de monedas. Se cree también, que esa alma descansará solo hasta que su dinero sea encontrado por una persona, que ojalá lo necesite y lo utilice de forma justa. En algunas historias, la luz de muerto podía acompañarse de otras manifestaciones sobrenaturales, como los «bultos», esto es, sombras inexplicables que 
se aparecían en estancias grandes y oscuras, o incluso, ver directamente al fantasma del muerto, al que llamaban «hermano». El origen de esta creencia radica en la observación de los fuegos fatuos y otros fenómenos lumínicos naturales para los que no se encontraba explicación.

#### El Diablo Gordo
El Diablo Gordo, conocido también como La estatuilla del Diablo, es una figura de piedra que se manifiesta en los techos de edificios ubicados en diversos lugares de la ciudad de San José (Costa Rica). Algunos de sus avistamientos más frecuentes ocurren en Barrio Amón, Parque Morazán, y sus alrededores. Se cree que cuando se muestra da a conocer un presagio, usualmente de un acto extraño e inmoral que sucederá pronto. Se caracteriza por utilizar zapatos puntiagudos, tener un robusto cuerpo, unos enormes cuernos, y una sonrisa burlesca, la cual apunta a quien lo mira, sentado en la parte más alta de los edificios. Existen muchas versiones de la leyenda, pero la principal menciona que comenzó a aparecer poco después de que se desalojara el antiguo barrio La Laguna, y que se alimenta de los vicios y malas costumbres del hombre.

#### El espantajo azul
El espantajo azul es un espectro que se aparece en el camino que comunica a Paraíso con Cartago. Se trata de un hombre alto envuelto en llamas de color azul. La historia del espantajo azul apareció publicada por Haydee Coto Rodríguez en el número 11 de la revista «Costa Rica de Ayer y Hoy», en 1952, y fue recopilada por Elías Zeledón en el año 2000 en «Leyendas costarricenses». Coto narra la historia remontándola a 1885, y la ubica en una hacienda cercana a las ruinas de Ujarrás. Según el corolario de la historia, el espantajo azul se aparecía a medianoche a los carreteros de la zona que solían transportar café.

#### El Mero del muelle de Limón
Antiguamente los veteranos pescadores de Limón, contaban que debajo del viejo muelle, vivía un mítico y gigantesco mero, el cual, en las noches que tenía hambre, rugía y movía el muelle, asustando hasta al más valiente marinero. Los que lo vieron decían que medía más de seis metros, que tenía en la panza pegados caracoles, perlas y conchas y que a los lados de la boca le colgaban barbas, que en realidad eran cuerdas que el animal rompía de las redes de quien lo quería cazar, cosa que ni el más experimentado pescador pudo lograr, pues el animal era tan astuto como el mismísimo Anansi. Y aunque ya no está el viejo muelle, dicen que este mágico pez sigue navegando por sus dominios del mar Caribe.

### Duendes, brujas, encantos y maleficios

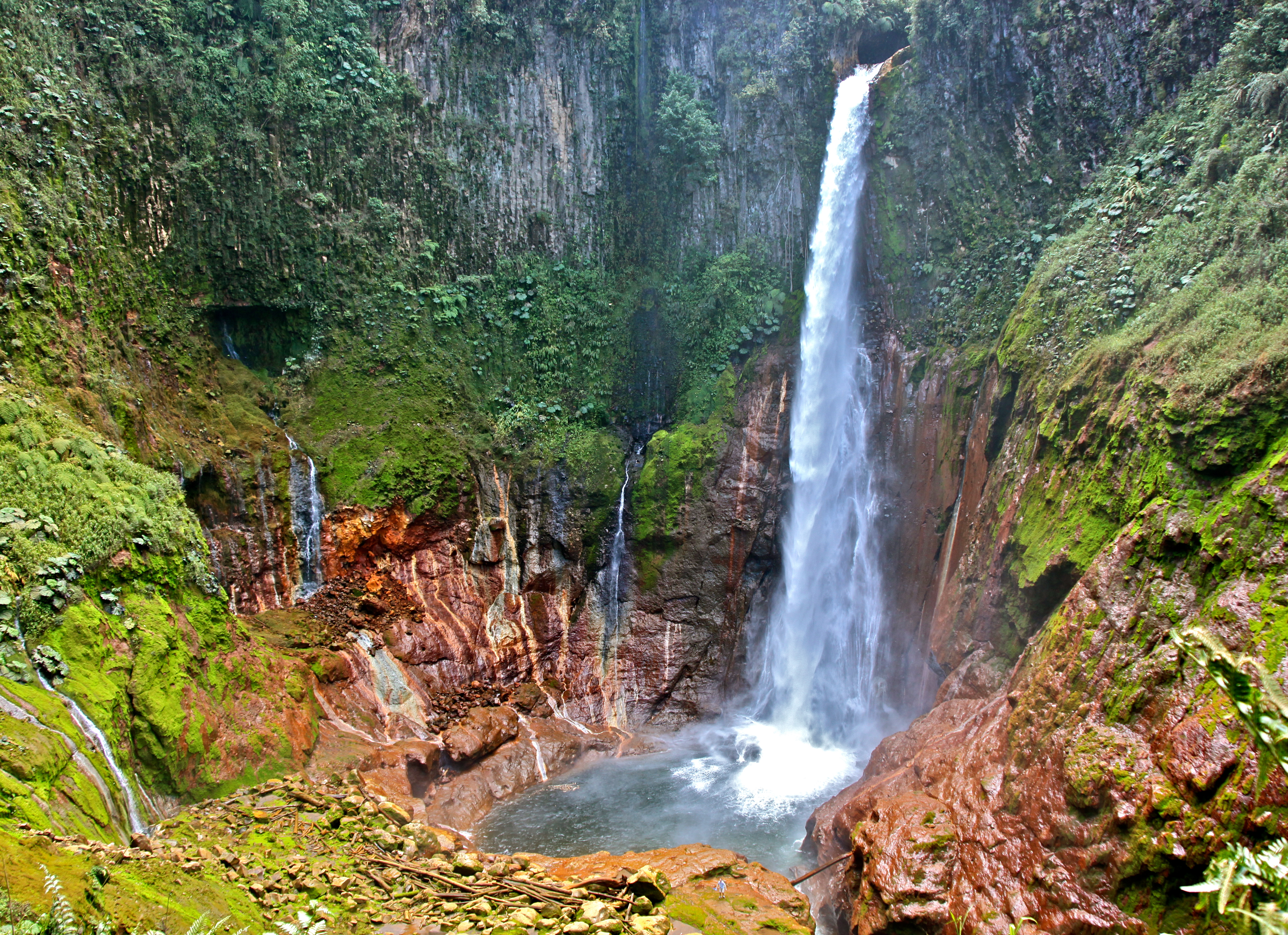
La poza del Toro, en Sarchí, es un legendario encanto de los duendes.

Las leyendas y relatos sobre duendes, brujas y encantos son de los más abundantes en el folclor costarricense, y sus historias muestran tanto elementos de la tradición española como de las creencias indígenas. Estos seres podían ser benévolos y ayudar a las personas, pero también podían ser traviesos, mal intencionados y hasta malévolos. Los encantos eran lugares hechizados por duendes, brujas, espíritus del bosque o almas de muertos, donde la gente creía que se guardaban tesoros. Podían estar localizados en grandes rocas en las montañas o en ríos, pozas y cascadas. Las personas que entraban en los encantos solían ser «asombradas», entrando en un estado catatónico del que resultaba difícil salir. Entre los encantos más conocidos están la Piedra de Aserrí, la Piedra Blanca de San Miguel de Escazú, la Piedra del Encanto de La Carpintera, el encanto del río Tiribí, y el encanto de la Poza del Toro.

#### Los duendes
Los duendes folclóricos costarricenses se describen como hombrecitos con vestidos y gorros de colores, de treinta centímetros de altura, que parecen niños barbados, y sus huellas tienen la forma de las de un ave, un gallo. Traviesos y juguetones, una leyenda indígena dice que en la primera batalla entre Dios y el Diablo, los duendes no siguieron a Dios ni apoyaron al Diablo. Esa apatía da origen a su condición de seres neutros, ni buenos ni malos. Las leyendas narran que los duendes secuestran a los niños tentándolos con juguetes y confites (dulces), para jugar con ellos y devolverlos, o para hacerles maldades (pellizcos, coscorrones). Pero, siempre según el folclore, cuando nace el hijo o hija de una familia bienamada por ellos, se encariñan con el infante por su inocencia, pasando a ser una especie de segundo ángel de la guarda. Poseen poderes mágicos y pueden hechizar a las personas o embrujar las casas. Muchas veces usan sus poderes para gastar bromas pesadas, como hacer que los viajeros apurados se extravíen o, en un relato, llenar a una mujer de vello.
Las creencias folclóricas de los campesinos dan fe de que, en su afán por actividades lúdicas, si se ensañan con una familia, los duendes ponen de cabeza la casa. Vierten porquerías en los alimentos, dejan caer los utensilios de cocina, asustan a los animales, hacen ruidos en la casa, entre otras travesuras. Pero si se encariñan con los habitantes de la casa son excesivamente complacientes: hacen la comida, alimentan a los animales, limpian los utensilios culinarios, desgranan el maíz, hacen los quehaceres domésticos, etc. La más popular de las leyendas sobre duendes en Costa Rica, habla de una familia que decide mudarse por los continuos asaltos de los duendes a su vivienda. Ya de camino, en la carreta, la esposa (o uno de los niños) siente deseos de orinar y descubre que habían olvidado el bacín de madera, y al comentarle al padre de familia lo sucedido, una vocecilla dice: «Aquí está», y se oye cuando el duende pone el recipiente en el piso de la carreta.
Los duendes muestran características que mezclan a los trasgos españoles con los espíritus guardianes de la tierra indígenas. Para los chorotegas, los cipes (del náhuatl tzipitl, niño desmedrado) eran una especie de duende que se alimentaba de cenizas. Eran espíritus de la montaña que se caracterizaban por su carácter muy voluble, y que podían proporcionar bonanza o vengarse de los seres humanos. Para los pueblos talamanqueños, los Itsö eran espíritus de los ríos y cascadas que perdían a los niños para devorarlos. En el folclor español, los trasgos y trastolillus eran tipos de duendes que gustaban de apoderarse de las casas y hacer bromas y jugarretas.

#### Las brujas
La bruja arquetípica del folclor costarricense muestra elementos tanto de la tradición medieval europea como de las creencias chamánicas indígenas: podía ser ruin y malvada y lanzar maleficios, pero a la vez hacer el bien y curar a los enfermos. A veces mostraban comportamientos similares a los duendes, perdiendo o secuestrando a las personas, o haciéndoles travesuras. Los trasnochadores podían encontrarse con las brujas llegando a casas que aparecían de la nada en medio del camino, donde había fiestas y se repartían manjares, pero que desaparecían de forma repentina al despuntar el alba o mencionar asuntos religiosos o cosas temidas por las brujas (por ejemplo, la sal), dejando al incauto muy confundido, colgando de un árbol o en medio de un potrero abandonado. Las brujas también podían transformarse en animales o en otros seres sobrenaturales: en las leyendas de Guanacaste y Puntarenas, las brujas tomaban la forma de ceguas o micas que atacaban a los hombres, mientras que en las leyendas del Valle Central, en dantas o cerdos enormes. Esta capacidad está relacionada con los poderes del chamán, que era capaz de transformarse en el animal que fuera necesario para ejercer su función en el ritual mágico-religioso (véase nahualismo), en los que generalmente utilizaba ornamentos de jade, pieles de animales, plumas de aves y máscaras. De entre las leyendas más famosas sobre brujas en Costa Rica, sobresalen las historias de la bruja Zárate y las brujas de Escazú.

##### La bruja Zárate y la piedra de Aserrí
La bruja Zárate es la bruja más famosa del folclor costarricense. Es descrita como una mujer blanca o indígena, fea, gorda, pequeña, de ojos negros y grandes, mirada fiera y maliciosa. Usaba el pelo recogido en dos trenzas y vestía humildemente con una camisa blanca sin gola de cuello alto, enaguas negras, un pañuelo negro atado al cuello y un rebocillo de paño negro que usaba para taparse de la lluvia. Siempre iba descalza. De carácter voluble, conversaba de forma estridente y reía a carcajadas. Amiga del tabaco, acostumbraba fumar y recibía con gusto ofrendas de tabaco que le daban los campesinos. Vivía en una cueva en la piedra de Aserrí, un promontorio rocoso que se asoma en los cerros de Bustamante, en el cantón de Aserrí, al sur de San José, pero tenía otros encantos donde solía residir o guardar tesoros: la Piedra Blanca de San Miguel de Escazú; el cerro del Tablazo o de la Vieja, en Acosta, y el cerro del Espíritu Santo, en Naranjo. Poseía gran cantidad de poderes: podía transmutar vegetales en oro, transformar a las personas en animales, curar a los enfermos, lanzar maleficios o el mal de ojo, hablar con los muertos, desaparecer y transformarse ella misma en animales, echar conjuros para cambiar la suerte, y contrarrestar el poder de otras brujas. También puede cambiar el carácter de las personas, volviendo a hombres inteligentes en tontos, a personas virtuosas en aprovechadas, a los prudentes en despilfarradores y las doncellas calladas en desvergonzadas. Debido a esto la gente le temía, pero a la vez la amaba, porque podía ser compasiva y caritativa si la persona demostraba que lo merecía.
La principal leyenda sobre Zárate cuenta que en el sitio que hoy ocupa la piedra de Aserrí se encontraba emplazado, durante la época colonial, el poblado original de Aserrí. En una cueva bajo esa piedra vivía Zárate, la cual se enamoró del gobernador español de la ciudad. Este la rechazó, y ella por despecho convirtió la villa en piedra, los habitantes en animales y al gobernador en un pavo real, que lleva siempre atado a su lado con una cadena de oro.  Con el paso del tiempo comenzaron a circular rumores de cómo Zárate, cuando le pedían ayuda por los problemas económicos, regalaba unas verduras con la instrucción de no mirarlos por el camino. Al llegar a la casa, el beneficiado se encontraba con que eran totalmente de oro.
El origen de la leyenda de la bruja Zárate es colonial, pero incluye muchos elementos indígenas, como el gusto de Zárate por el tabaco, que está relacionado con el uso ritual que hacían los chamanes aborígenes precolombinos de esta sustancia, lo que los distinguía como individuos poderosos dentro de la sociedad indígena. Otro ejemplo es la capacidad de Zárate de transformarse a sí misma o a los demás en animales, vinculado con la capacidad de metamorfosis que se atribuía a los chamanes como parte de su función mágico-religiosa, así como el hecho de comunicarse con los difuntos, reflejo de la función del chamán como intermediario entre el mundo de los vivos y el de los espíritus.

##### Las brujas de Escazú
La ciudad de Escazú, ubicada en el Valle Central, es famosa en Costa Rica por ser un pueblo prolífico en la producción de mitos y leyendas, de modo que es conocida en Costa Rica como «La Ciudad de las Brujas». La población existía ya antes de la llegada de los españoles (con el nombre de «Itzkatzu»), y fue una de las primeras villas en poblarse durante la colonia (alrededor de 1600).

Una bruja sobrevuela los cielos sobre su escoba en el escudo del cantón de Escazú.

El origen de la leyenda de la existencia de brujas en Escazú es antiguo. El Acta de la Independencia Centroamericana, aceptada en Costa Rica el 29 de octubre de 1821, estipula que en la autonomía se deben de dar una serie de condiciones, entre ellas, tener como única aceptada en el país la religión cristiana católica. Los judíos escazuceños, entonces, empezaron a reunirse a escondidas en el subsuelo de Escazú, así como en sinagogas ocultas en el interior de edificios. Ya que en esos ritos la mayoría de las invocaciones a Dios y ruegos se dan en idioma hebreo, y como los rabinos vestían de negro, la gente comenzó a creer que eran brujas, realizando hechizos o aquelarres. Otra versión más popular afirma que la leyenda proviene del hecho de que en Escazú existían (y aún existen) gran cantidad de curanderas, a las que a veces se les llamaba brujas.
Entre las leyendas de brujas más conocidas de Escazú están: la bruja Zárate, quien tiene un encanto en la Piedra Blanca de San Miguel de Escazú; la Tulevieja, a quien la tradición escazuceña sitúa como «comadre» y compañera de la bruja Zárate y que vive con ella en la Piedra Blanca de San Miguel, y que, según una famosa historia escazuceña, fue atada por un campesino local que la llevó hasta la iglesia de San Miguel Arcángel; la bruja doña Fustes (coloquialmente, ña Fustes), quien lanzaba maleficios sobre los retratos de la gente para matarla a alfilerazos poco a poco (similar a algunos rituales vudú), sin que valieran rezos o médicos, y por cuya causa se recomendaba no regalar retratos a nadie; el «negro Zara», un individuo que tenía pacto con el diablo y que se decía que conversaba con el Micomalo en un viejo higuerón que existía antes en lo que hoy es la plaza de Escazú; leyendas de brujas que se quitaban la piel y adquirían formas de animales, la más conocida de estas, la de una bruja llamada «María La Negra», que se podía transformar en un enorme y peligroso cerdo, y que evitaba el paso de las carretas de café por la única vía que durante el siglo XIX comunicaba Escazú con San José.

#### Los agüizotes y los agüizoteros
Con el término de agüizote se designa el uso de un amuleto para atraer la buena suerte, o bien, en un término más mágico, una hechicería o brujería. Así, se da también la figura de las brujas, que en la mayoría de los casos castigan a los soberbios y ayudan a los humildes, pero a veces abusan de su poder con graves consecuencias.
Algunos agüizotes populares para atraer la buena suerte son:
- La nigüenta, una estatua de una muchachita desnuda, sentada en el pasto, hurgándose las hendijas de los pies. El origen de esta estatuilla fue el parásito conocido como nigua, que se metía en los pies de la gente. Los infantes que se iban a bañar al río a menudo se sentaban a la vera del camino para hurgarse los pies en busca de niguas o piedrecillas estorbosas.

- Poner una estampa de San Antonio de Padua al revés, diciendo: De cabeza, San Antonio, para que me repares novio. Con el mismo fin, el día de San Rafael Arcángel, se acaricia el pescado que sostiene la imagen. Esta última costumbre es originaria del libro deuterocanónico de Tobías, ubicado en la Biblia católica, en la que el muchacho que da nombre al documento se casa después de viajar con el ángel.

- Ponerse ropa amarilla para inicio de año (existe la variación de que de ese color sea la ropa interior), o bien, recibirlo con los calzones y calzoncillos vueltos al revés.

- También para fin de año, si se desea viajar en el nuevo que empieza, llenar una valija de ropa, llevarla a las doce arrastrando por toda la casa, para finalmente terminar en la calle o camino.

### Sitios embrujados y pueblos fantasma
En Costa Rica hay muchos sitios que se consideran encantados, así como pueblos abandonados de los que se cuentan historias sobre aparecidos, sombras, espectros y fantasmas entre las viejas casonas vacías, derruidas por el tiempo. Entre estos sitios se pueden mencionar: el poblado de Carrillo, en el Bajo de la Hondura, un antiguo pueblo construido sobre el Camino de Carrillo, que comunicaba el Valle Central con las llanuras del Atlántico, pueblo que fue abandonado de forma paulatina luego de la construcción del ferrocarril al Atlántico entre 1870 y 1890 y con la construcción de la ruta 32 que comunica San José con Limón; la vieja Cinchona, pueblo destruido el 8 de enero de 2009 por un terremoto, que prácticamente hizo desaparecer el lugar; el antiguo penal de la isla San Lucas, donde abundan una gran cantidad de historias sobre los horrores que sufrían los presos, las enfermedades, el hambre, los asesinatos y los intentos de fuga sin éxito; numerosas historias de casas embrujadas en diversas partes del país, así como de lugares históricos antiguos como el Sanatorio Durán, Teatro Nacional, las ruinas de Cartago, la antigua Penitenciaría Central (Museo de los Niños), el antiguo Hospital Psiquiátrico Chapuí o el Centro de Cine.

#### El Sanatorio Durán

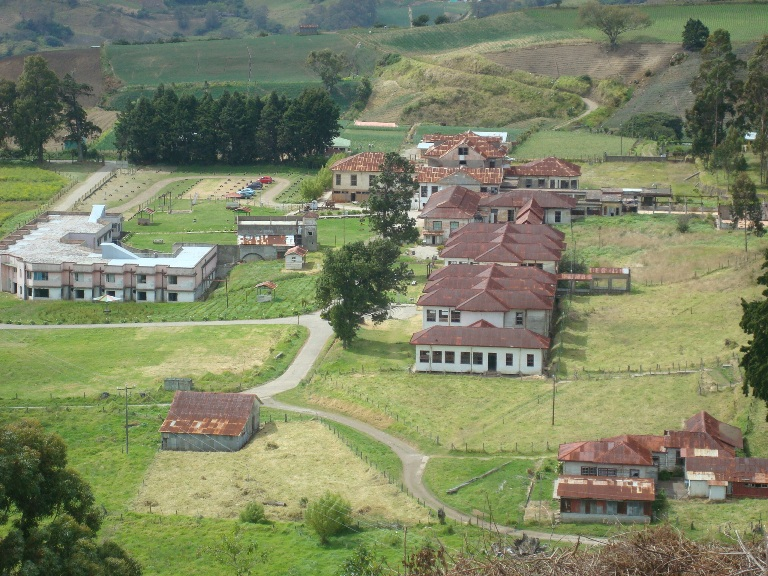
Sanatorio Durán.

El Sanatorio Durán es un hospital ubicado en la provincia de Cartago, construido a principios del siglo XX para atender a enfermos de tuberculosis, siguiendo la tendencia mundial de esa época para tratar esta mortal enfermedad. Funcionó por medio siglo como un sanatorio de primer mundo, hasta que el descubrimiento de la estreptomicina volvió obsoleto el uso de este tipo de establecimientos, lo que llevó a su cierre en 1963. El inmueble cayó en franco deterioro, al punto que alrededor de él comenzaron a crecer diversas historias y leyendas sobre la aparición de fantasmas y sucesos paranormales, al igual que ocurrió con otros antiguos centros hospitalarios como el Sanatorio Waverly Hills (Kentucky, EUA) o el Sanatorio Agramonte (España). En el lugar se narra la aparición de sombras, fantasmas de monjas, médicos, pacientes, niños, luces alrededor de los niños, la silla que se mece sola y otras manifestaciones inexplicables.
El antiguo hospital ha cobrado fama de sitio embrujado, lo que ha motivado, entre otras cosas, el incremento del arribo de turistas interesados en sus leyendas de espectros y aparecidos, además de ser sitio de filmación de videos musicales, una película de terror e incluso la visita del grupo de "cazafantasmas" del programa de televisión estadounidense Ghost Hunters. Es patrimonio histórico arquitectónico de Costa Rica desde el 7 de noviembre de 2014.

#### Cementerio General de San José
El Cementerio General de San José fue construido en el año de 1845 y es Patrimonio Histórico y Arquitectónico de Costa Rica desde el año 2000, debido a que cuenta con predios, bóvedas y mausoleos de diversas tendencias arquitectónicas (neoclásica, neocolonial, neogótica, ecléctica, egipcia), así como gran cantidad de conjuntos escultóricos de artistas costarricenses y extranjeros, que datan de finales del siglo XIX e inicios del siglo XX. En él están enterrados varios personajes ilustres de la historia nacional, como los expresidentes José María Castro Madriz, Juan Rafael Mora Porras, Rafael Ángel Calderón Guardia y León Cortés Castro, la escritora Carmen Lyra, el médico Ricardo Moreno Cañas, el general José María Cañas, el tenor Melico Salazar, el pintor Teodorico Quirós y el humanista Omar Dengo. Abundan las historias sobre las apariciones de fantasmas, luces y espectros sobre las tumbas. Una de las leyendas más famosas es el de una novia vaporosa envuelta en encajes blancos, que no muestra el rostro, un fantasma que aparece sobre una tumba decorada con la escultura de una mujer yaciente o sobre la acera de la calle que pasa frente al cementerio, espantando a los transeúntes que viajan de noche. También se cuenta que se escuchan risas o voces, como la de un niño agonizante que pide agua. En el caso del doctor Moreno Cañas, es creencia popular tenerle por santo secular, y se cree que si se deja un vaso de agua sobre su tumba, este la bendice y el que la bebe, se cura de cualquier enfermedad que tenga.

## Leyendas religiosas
El pueblo costarricense es en su mayoría católico, y esto se refleja en sus leyendas. Muchas explican el origen de los santos patronos de localidades o del país entero, otras hablan de milagros realizados por Dios a través de estos santos.

### Leyenda del hallazgo de la Virgen de los Ángeles

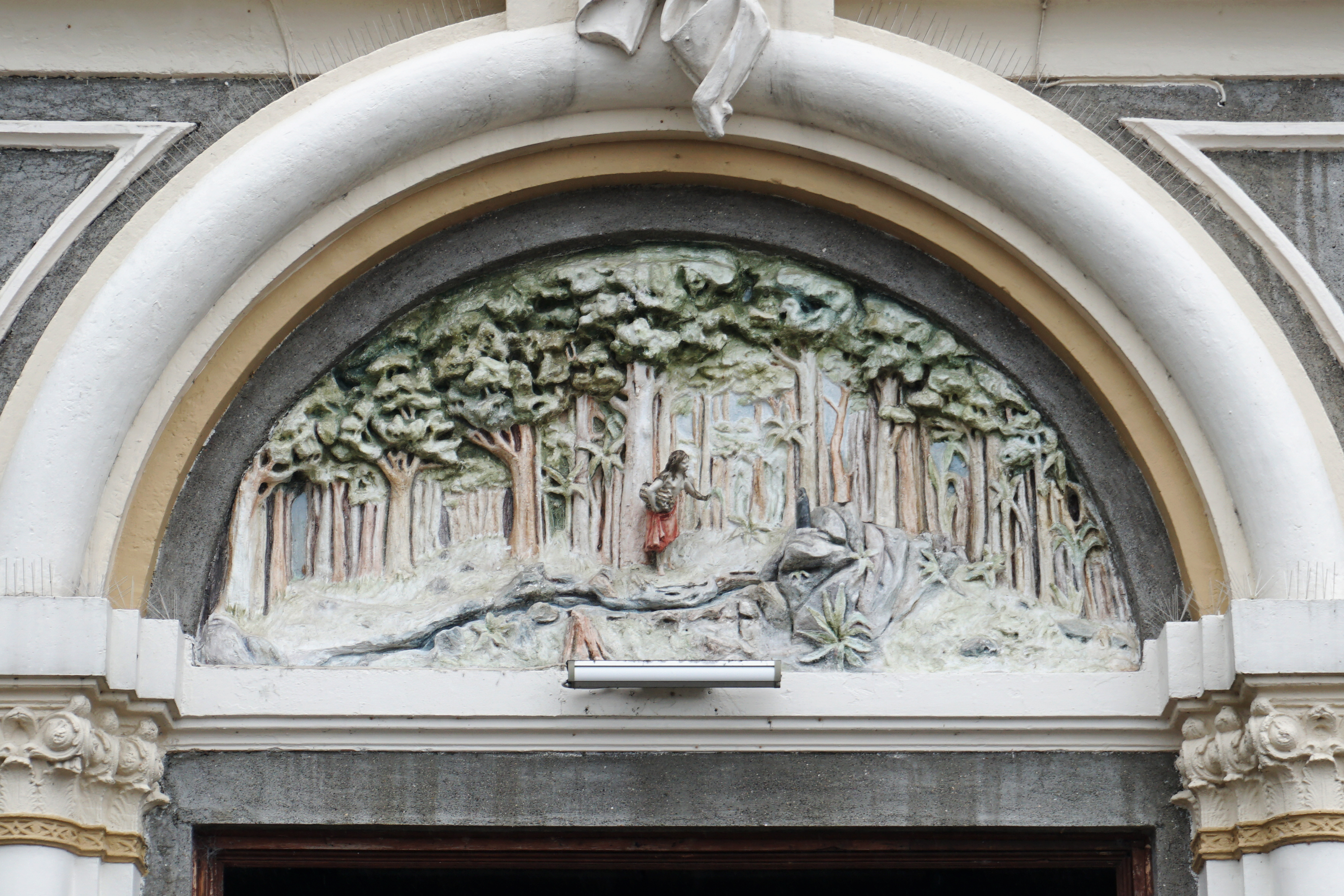
Relieve sobre el dintel de la entrada principal de la Basílica de Nuestra Señora de los Ángeles, ilustrando el hallazgo de la imagen de la Virgen por la mulata Juana Pereira.

La Virgen de los Ángeles es una advocación de la Virgen María, reconocida como Patrona de Costa Rica desde 1824, durante el gobierno de Juan Mora Fernández, primer Jefe de Estado. Se trata de una pequeña escultura de 20 cm de altura, hecha de jade, grafito y piedra volcánica, lo que le da una coloración verde musgo oscuro-azulado. En ella se puede apreciar una mujer de rasgos indígenas con un pequeño niño en brazos. La escultura no está pintada. Por sus rasgos y color, se le conoce también como «La Negrita».
La leyenda del hallazgo de la imagen de la Virgen de los Ángeles, de origen colonial, gira en torno a una joven mulata (parda), quien un día recogiendo trozos de leña junto a un arroyo de la ciudad de Cartago, en el centro de Costa Rica, divisó una pequeña figura posada en una roca, que recogió y llevó a su casa. Al buscarla al día siguiente, no logró encontrarla donde la había dejado: milagrosamente, la imagen había vuelto a la roca donde apareció por primera vez. Esto ocurrió luego en repetidas ocasiones, incluso el cura párroco la guardó en el sagrario bajo llave, y el fenómeno volvió a ocurrir. La voz del suceso corrió como pólvora por la pequeña ciudad colonial y con el tiempo fue erigida una ermita en el sitio del hallazgo. Actualmente se encuentra en ese lugar la Basílica de los Ángeles, sitio de devoción y peregrinación para el pueblo católico costarricense y centroamericano. El 2 de agosto de cada año, millones de peregrinos realizan una romería hasta la Basílica de los Ángeles para agradecer o pedir favores a la Negrita. La devoción a la Negrita también es fuente de múltiples manifestaciones culturales del pueblo costarricense, como la elaboración de vestidos para la imagen o las decorativas alfombras de flores de la festividad de la Pasada de La Negrita.
Estudios historiográficos realizados por el presbítero Monseñor Víctor Manuel Sanabria Martínez ubican el hallazgo de la imagen entre 1635 y 1639 en la Puebla de los Pardos, un barrio marginal de la ciudad de Cartago, habitado por indígenas, mulatos y pardos que vivían segregados de la población española y blanca. La joven que halló la imagen, cuyo nombre real no se conoce, fue bautizada como Juana Pereira por Monseñor Sanabria, nombre que le dio pues, en sus investigaciones, concluyó que una gran proporción de mujeres que vivían para esa época en el lugar del hallazgo de la imagen, se llamaban Juana y era común el apellido Pereira. La imagen fue llamada inicialmente «Virgen Morena», pero luego la Orden Franciscana la nombró Virgen de Los Ángeles, estableciéndose el 2 de agosto como día de festividad. La importancia de esta leyenda radica en que el culto a la Virgen de los Ángeles permitió satisfacer las necesidades espirituales de las masas campesinas mestizas, mulatas y españolas, permitiendo de alguna manera una mayor integración de estos grupos sociales.

### Leyendas de la Virgen de Ujarrás

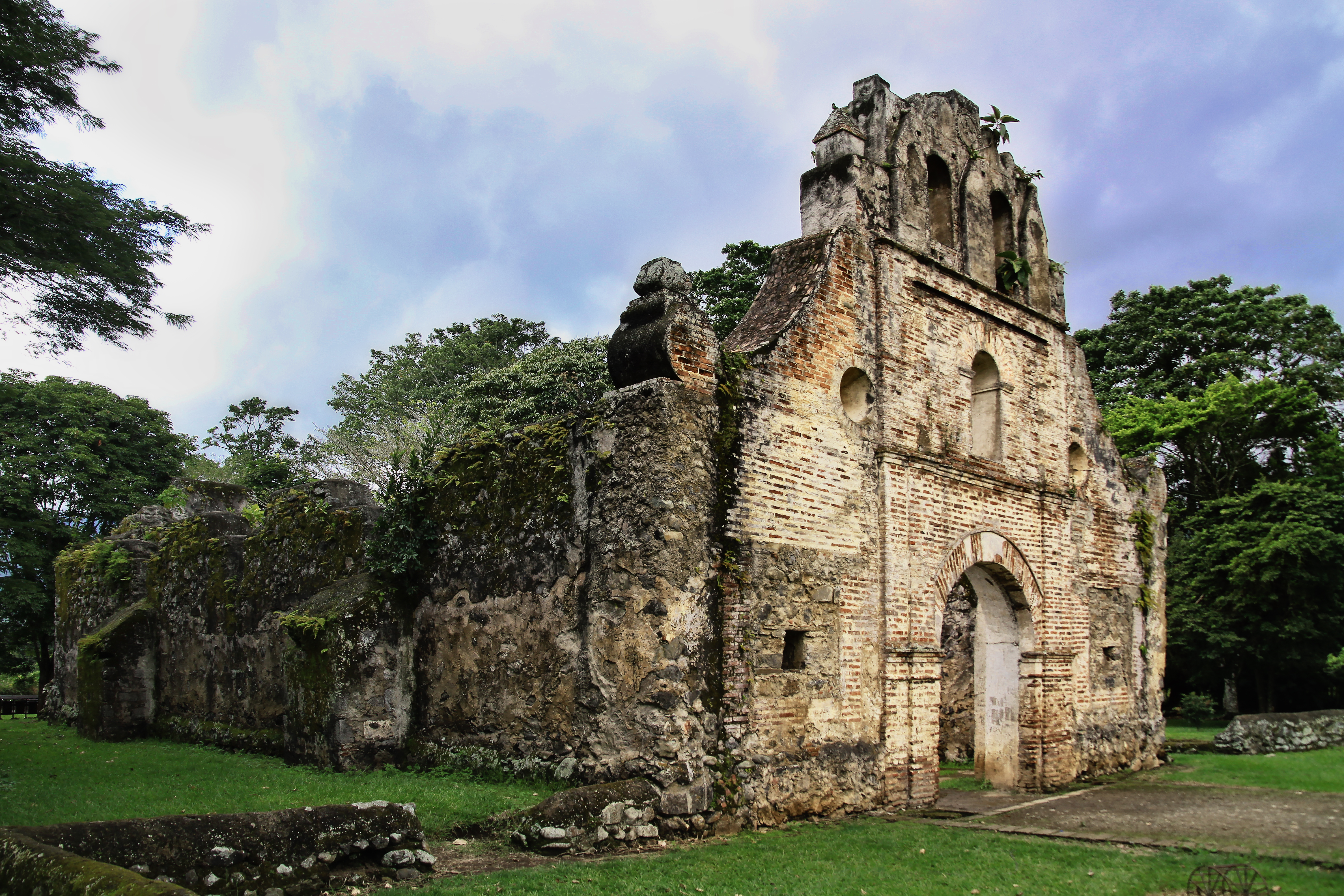
Ruinas de la iglesia de la Inmaculada Concepción en Ujarrás.

La advocación mariana de la Inmaculada Concepción, conocida en Costa Rica como la Virgen del Rescate o Virgen de Ujarrás, fue la primera patrona de Costa Rica. La imagen de la Virgen de La Concepción fue traída de España entre 1563 y 1564 por fray Lorenzo de Bienvenida, como regalo del rey Felipe II luego de que el fraile visitara la corte española para informar de la situación de la conquista y el proceso de evangelización en la región. Sobre la Virgen del Rescate existen varias leyendas. 

#### Leyenda del hallazgo de la Virgen de Ujarrás
Dice la leyenda que un indígena estaba pescando a la vera del río secundario Madre de Dios. En tal actividad se encontraba, cuando se distrajo por una caja de madera que flotaba. El aborigen, al ver tal cosa, la sacó de la caja y se cargó con ella para llevarla a los frailes de la ciudad de Cartago. En el camino pasó por la misión de Ujarrás, en donde dejó la imagen en el piso para descansar un rato. Cuando intentó levantarla no pudo, ni lo lograron ocho indígenas más que lo ayudaron. Llamando a los frailes, estos llegaron y abrieron la caja, descubrieron una imagen de la Virgen, exclamando «¡la Madre de Dios!», dando así nombre al río donde se encontró. Tampoco la pudieron llevar ellos, y creyendo que la Virgen deseaba ser llevada en procesión, mandaron a traer ornamentos sagrados. Sin embargo, no pudieron moverla, así que admitieron que la Madre de Dios quería quedarse en Ujarrás, construyéndole allí una ermita. Luego de que un terremoto destruyó Ujarrás, la imagen pasó a Paraíso. Sin embargo, cada año se realiza una romería para llevar la imagen hasta su antiguo emplazamiento.

#### Leyenda de la Virgen de Ujarrás y la incursión pirata
En 1666, los piratas Henry Morgan y Eduard Mansvelt desembarcaron en Bocas del Toro, hoy territorio panameño, y fueron invitados por los indígenas a un banquete o chichada, fiesta en la que se consumía la chicha, licor de maíz. Los piratas, impulsados por la embriaguez, raptaron a las mujeres y asesinaron a muchos de sus maridos, tras lo cual huyeron. Posteriormente, los bucaneros, faltos de recursos, intentaron renovar la alianza con los indígenas, pero estos rechazaron la oferta, y se adhirieron a los españoles, instalados en la entonces capital, Cartago, y se prepararon para dar caza a los piratas. Mansfield, con ayuda de varios desertores, preparó una incursión al territorio nacional, desembarcando en Portete, cerca de Limón, y obteniendo pequeñas victorias en Matina y Turrialba. Empero, los bucaneros fueron derrotados por la unión de españoles e indígenas, cerca de Ujarrás. La tradición popular cuenta que los piratas capturados en esa contienda narraron que lo crudo del combate no fue la causa de la huida, sino que en el cielo habían visto a la Virgen de la Inmaculada Concepción, la Virgen de Ujarrás, indicándoles que desanduvieran el camino.

### La Yegüita

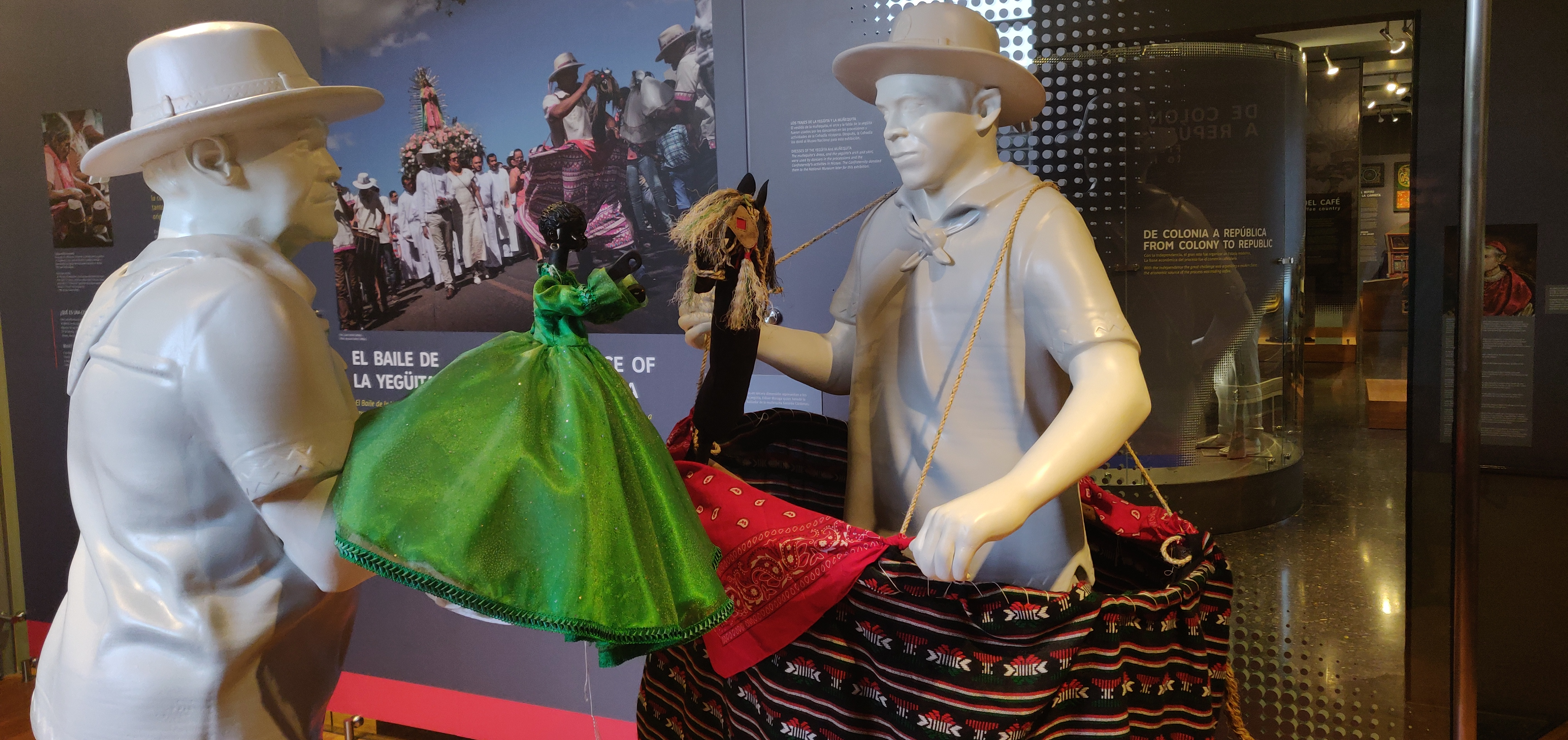
Diorama en el Museo Nacional de Costa Rica que representa la danza de la Yegüita.

La leyenda de la Yegüita explica el origen de una danza tradicional que se realiza en la ciudad de Nicoya durante las celebraciones a la Virgen de Guadalupe, Patrona de América. Según la leyenda, que se remonta a la época de la Conquista de Costa Rica, dos indígenas comenzaron a pelear por razones no especificadas (varían en las diferentes versiones) y estaban a punto de matarse cuando los vio una mujer indígena, que pidió a la Virgen de Guadalupe que terminara con el pleito. De repente, de entre la espesura del Cerro de las Cruces salió una pequeña yegua alazán que separó a los contrincantes, para luego desaparecer.
El hecho se consideró un milagro por parte del pueblo nicoyano, que empezó a celebrar, para las festividades de la Virgen de Guadalupe, el día 12 de diciembre, una conmemoración conocida como Baile de la Yegüita, una danza en la cual, siguiendo la música de una flauta y de tambores, una persona se disfraza con un traje que representa una yegua, y baila junto a una pequeña muñeca llamada La Niña, que representa a la Virgen, delante de la imagen de la Virgen de Guadalupe, que es llevada en hombros en procesión. La yegüita consiste en una pequeña escultura de madera de cedro, con forma de cabeza de caballo, pintada de negro, unida a un aro de bejuco con una crin de cabuya. A este aro se le colocan telas vistosas que simulan enaguas. La pieza es llevada por un hombre, colgando de los hombros mediante unos tirantes, mientras otro lleva a La Niña, y ambas bailan, una simulando embestir a la otra, haciendo de vez en cuando genuflexiones delante de la imagen de la Virgen.
La danza es un sincretismo de la tradición católica e indígena chorotega, pues la yegüita danza delante de una imagen sagrada del catolicismo al son de la música de instrumentos aborígenes.

### La Virgen del Mar
La Virgen del Carmen es la Patrona de la ciudad de Puntarenas, en el pacífico costarricense. El 16 de julio de cada año se celebra una festividad en su honor a causa de una aparición milagrosa ocurrida en el año de 1913. La tradición dice que un barco pesquero conocido como El Galileo naufragó con toda su tripulación cerca de la isla del Caño. El dueño de la embarcación, enterado de la noticia, organizó junto al cura párroco y los fieles católicos de la ciudad una jornada de oraciones por los marineros en el templo de Puntarenas, dedicado a la Virgen del Carmen. Unos días después, los náufragos fueron hallados sanos y salvos y llevados a tierra firme. Ellos contaban la historia de una mujer que se les había aparecido en medio de la tempestad y la tragedia, dándoles fuerzas y alimentándolos para que pudieran volver a tierra a nado. Desde entonces, los puntarenenses llaman a la Virgen del Carmen como la Virgen del Mar, y le rinden honores con una procesión marítima en el golfo de Nicoya, donde participan los pescadores de la región, pidiéndole que les proteja cuando se aventuran en el océano a buscar su sustento.

### Leyenda de San José El Viejo
Esta leyenda cuenta que, cuando las tropas costarricenses peleaban contra los filibusteros por el dominio del río San Juan, durante la Campaña Nacional de 1856-1857, de entre las filas nacionales emergió un hombre singular, de espesa barba, manso, afable y humilde, que les infundía valor y entusiasmo, los aconsejaba, cuidaba de los enfermos y les consolaba. Luchando al lado de este hombre, los costarricenses siempre triunfaban. Al finalizar las batallas de la guerra, el misterioso benefactor desapareció para no volver a ser visto. Cuando el Ejército Expedicionario volvió vencedor de la guerra, los soldados que vivían en la capital San José, fueron a la iglesia de este santo a darle las gracias por haber vuelto sanos y salvos del conflicto, asombrándose al descubrir en una imagen, la de San José El Viejo, llamada así en contraposición con otra imagen vestida de gala que domina el altar principal, las mismas facciones del extraordinario hombre que les había acompañado en la guerra.

### Leyenda de San José Cabécar y de la iglesia colonial de Orosi
En el distrito de Orosi, ubicado en el cantón cartaginés de Paraíso, se levanta una de las iglesias más antiguas del país, una pequeña ermita dedicada a San José, que data de la época colonial, edificada entre 1746 y 1767. Construida en adobes por frailes franciscanos, con una torre blanca distintiva adosada al costado noroeste del edificio principal, cuenta con la particularidad de tener la fachada mirando hacia el oriente, es decir, a la inversa de como usualmente suelen construirse las iglesias. Alrededor de este hecho, existe una leyenda que narra que, luego de la rebelión de los indígenas de Talamanca en el año de 1709, los frailes franciscanos que huyeron de aquella región se trajeron la imagen de San José, que hasta ese momento había permanecido en una humilde ermita de techo pajizo en el poblado de Cabécar, hasta el valle del río Orosi, y que cuando pasaron por una fuente termal que se encuentra a unos mil metros de donde está ubicada la iglesia, la imagen se hizo tan pesada que no pudieron seguir avanzando. Comprendiendo que el santo quería allí su templo, edificaron una primera ermita que luego fue destruida por una correntada del río Reventazón. Volvieron a levantar una segunda, pero esta también volvió a ser derribada por una inundación del mismo río. Decidieron entonces construir la iglesia a la inversa, con la fachada hacia el poniente, de modo que la imagen de San José, colocada en el altar mayor, mirase hacia las montañas de Talamanca, hacia "su amado Cabécar". Desde entonces, el río no ha vuelto a tener crecidas y la ermita ha resistido el paso del tiempo y las sacudidas de los terremotos hasta la actualidad.

### Leyendas del Cristo Negro de Esquipulas

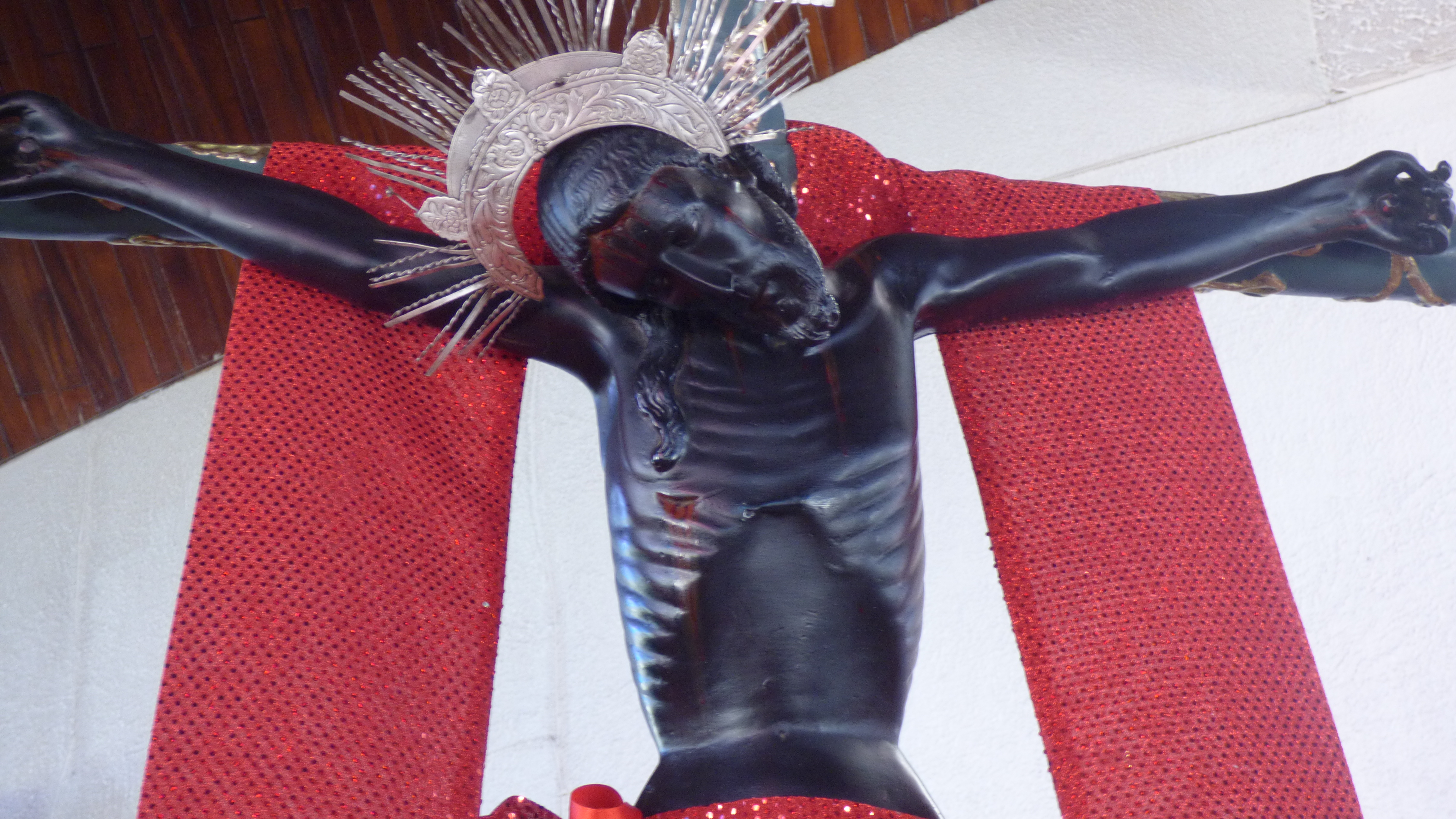
Imagen del Cristo Negro de Esquipulas en la iglesia de Santa Cruz de Guanacaste, Costa Rica.

La devoción por el Cristo Negro de Esquipulas en Costa Rica fue introducida por los frailes franciscanos durante el siglo XIX, proveniente de Guatemala. El culto a la imagen hecha de madera de naranjo, de color amarillo pálido oscuro, con fama de milagroso, cobró especial importancia y trascendencia en las poblaciones del cantón de Santa Cruz, en la provincia de Guanacaste, en el cantón de Alajuelita, en la provincia de San José, en la localidad de Dulce Nombre, provincia de Cartago, y en Esquipulas del cantón de Palmares, en la provincia de Alajuela, siendo las celebraciones más importantes las realizadas en Santa Cruz y Alajuelita. Alrededor del Cristo Negro existen varias leyendas.
En Santa Cruz hay varias versiones acerca de la aparición de la imagen. Una de ellas dice que una réplica de la imagen fue substraída en Guatemala, siendo utilizada para pedir limosnas. La persona que la substrajo, un viajero guatemalteco, vino a Costa Rica, donde recaló en Santa Cruz. Advertidas las autoridades locales, el hombre tuvo que dar cuentas a la autoridad eclesiástica de Nicoya, por lo que ocultó al Cristo Negro en un árbol en la propiedad de una señora llamada Bernabela Ramos, en lo que hoy es el parque de Santa Cruz. Uno de los vecinos, un indígena chorotega, recogió la imagen y la guardó en su casa, pero al día siguiente descubrió que esta había desaparecido, encontrándola de nuevo en el árbol donde estaba el día anterior. Este mismo hecho se repitió un par de veces, hasta que los pobladores entendieron que el Cristo quería un templo en aquel lugar, donde hoy se ubica la iglesia de Santa Cruz. La imagen, conocida como el Aparecido, el Original, el Patrón o simplemente, el Negrito, se distingue porque le faltan dos dedos en una mano. Otra versión dice que la imagen simplemente fue comprada por Bernabela Campos al guatemalteco y que la donó a la población, junto con el terreno, para que se le construyera una ermita.
En 1818, los franciscanos introdujeron el culto al Cristo Negro en la población de Alajuelita, donde una partida de vecinos de la localidad contrataron a un escultor cartaginés para que tallara una imagen. Esta fue colocada en los predios de la localidad, donde la gente que pasaba la pudiera ver, de modo que se arrodillaban y se persignaban, creyendo en la milagrosa aparición de la imagen. Pronto se le construyó una ermita de adobes, que luego fue derribada y substituida por el templo actual, el denominado Santuario Nacional al Santo Crucificado de Esquipulas, que es el segundo templo católico más importante del país luego de la Basílica de Nuestra Señora de los Ángeles. Vale mencionar que la imagen original fue substituida en 1884 por otra de mayor tamaño, y esta a su vez por una nueva en 2009, que es la que persiste en la actualidad, ambas talladas en Guatemala.

### Santos populares

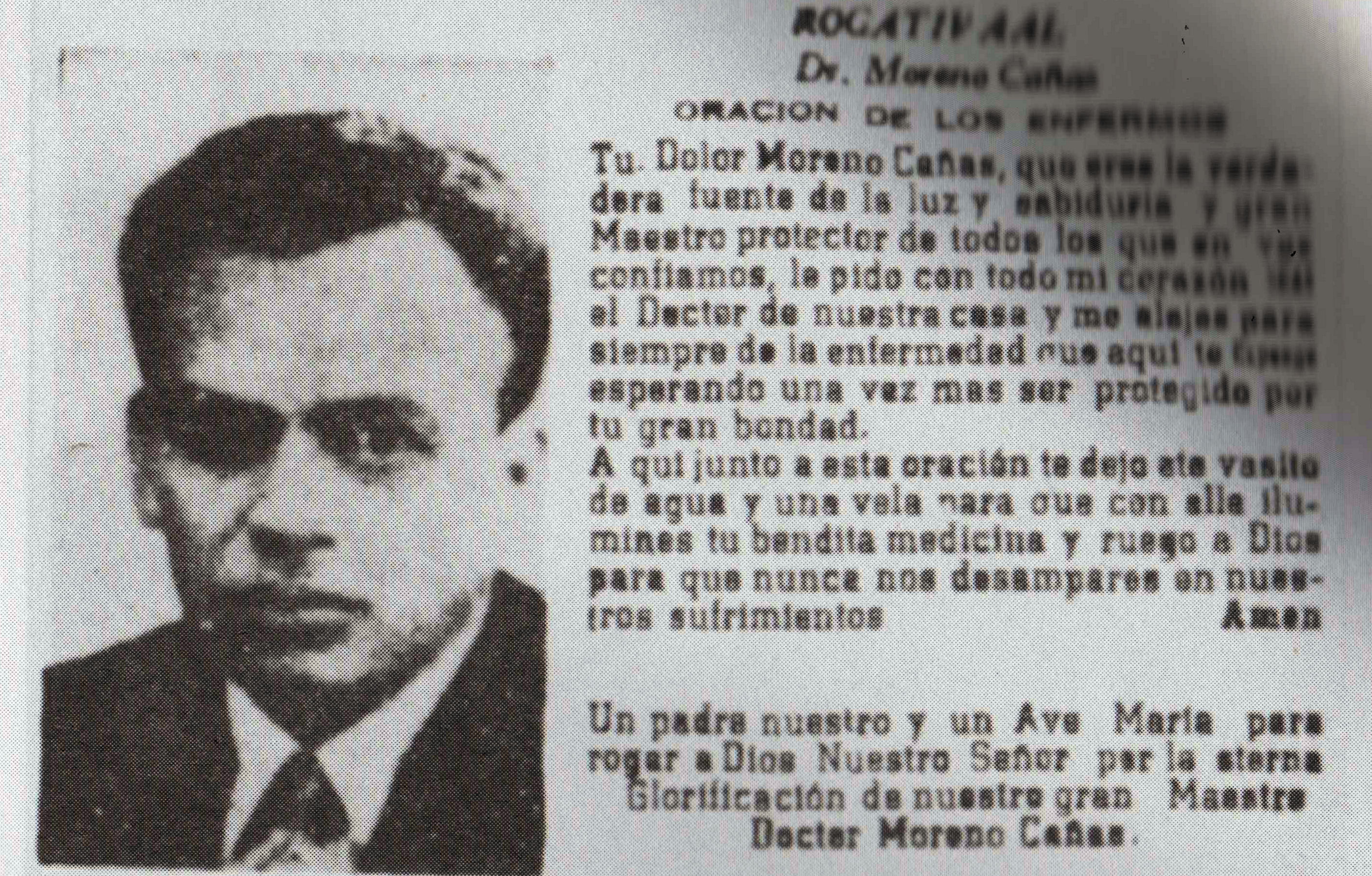
Oración popular al Dr. Moreno Cañas.

Como en otros pueblos de América Latina, en Costa Rica también hay historias y mitos sobre santos populares, esto es, personas en las que la gente cree como milagrosas, a pesar de no haber sido reconocidas oficialmente por la Iglesia católica. El caso más famoso es el del dr. Ricardo Moreno Cañas, médico y cirujano de inicios y mediados del siglo XX, asesinado en 1938. Sus hazañas médicas en vida, bien conocidas por la población de su tiempo, además de su preocupación por ayudar a los pobres, a quienes atendía sin cobrar, contribuyeron a crear el mito de que, después de muerto, el espíritu del doctor interviene en la curación milagrosa de los enfermos. A Moreno Cañas se le dedica una oración especial que se le reza en las noches y junto a su fotografía se deja un vaso de agua y una rosa blanca. El espíritu del doctor ponía su medicina y sanaba al enfermo al tomar esa agua por las mañanas. Es común encontrar flores en su tumba en el Cementerio General de San José, especialmente para la época en que se conmemora su muerte. Su cuenta que su fantasma ronda los pasillos del Hospital San Juan de Dios, donde trabajó en vida.
Otro de los santos populares de Costa Rica bien conocidos es fray Casiano de Madrid, fraile español recordado principalmente por la labor social realizada a lo largo de su vida en beneficio de los niños de la ciudad de Puntarenas. El pueblo de Puntarenas lo tiene por santo, a pesar de no ser reconocido oficialmente por la iglesia, aunque el proceso de beatificación ha sido solicitado oficialmente por la jerarquía eclesiástica costarricense. Antes de su beatificación oficial en 2002, una situación similar se daba con sor María Romero, monja nicaragüense que realizó una destacada labor social en Costa Rica.
También está el caso de María Isabel Acuña Arias, conocida como la Niña Marisa, muy popular en décadas pasadas y de quien se dice ofreció los dolores de su corta vida para pedirle a Dios la conversión de su padre. La niña murió a los 13 años en 1945, víctima de un tumor cerebral y su causa de beatificación está abierta.

## Leyendas topógráficas
En Costa Rica, como en todo el mundo, el folclore ha intentado explicar el origen de diversos accidentes geográficos. Muchas de estas leyendas tienen un fuerte trasfondo indígena y están profundamente ligadas a sitios propios de la geografía nacional.

### Tesoros perdidos y lugares fabulosos

#### El tesoro de la isla del Coco
La isla del Coco, ubicada a 657 km de la costa pacífica de Costa Rica, es famosa a nivel mundial por su gran belleza y la enorme biodiversidad que la caracteriza, por lo que ha sido declarada Patrimonio de la Humanidad por la UNESCO. La isla también es conocida por una leyenda que dice que en algún punto de su territorio se encuentra oculto el fabuloso tesoro de Lima.
Según la leyenda, durante las guerras de independencia americana, cuando las tropas de Simón Bolívar se aproximaban a la ciudad de Lima, capital del Virreinato del Perú, las autoridades eclesiásticas y políticas españolas le solicitaron al capitán inglés William Thompson que se llevara en su barco, el Mary Dear, un tesoro de inmensas proporciones que había sido acumulado en el transcurso de tres siglos de ocupación española en el antiguo Imperio Inca. Este tesoro estaba conformado por toneladas de lingotes y monedas de oro y plata, láminas de oro que cubrían las cúpulas de las iglesias, utensilios e imágenes del mismo material, incluida una imagen de la Virgen María y el Niño Jesús hechas en oro macizo, de tamaño natural. Thompson zarpó de Lima el 19 de octubre de 1820 y se dice que, una vez en altamar, la codicia pudo más y acordó con su tripulación ocultar el tesoro en la isla del Coco, en ese momento, una isla solitaria y sin dueño. Allí, escondió el grueso del botín en una cueva y repartió el resto entre sus hombres. Los españoles, sin embargo, desconfiando del inglés, habían enviado una fragata para seguir al Mary Dear, el cual interceptaron en Panamá, donde fusilaron a toda la tripulación, excepto a Thompson y a otro marinero, con la esperanza que les revelara el destino del tesoro. Ambos lograron escapar, pero el marinero murió pronto, dejando a Thompson como la única persona que sabía la localización exacta del mismo.
Desde esa época, más de 300 exploraciones se han realizado a la isla para hallar el tesoro, la última en 1994, cuando el gobierno de José María Figueres Olsen prohibió las expediciones a la isla para buscarlo, con el fin de salvaguardar su ecología. Según otras versiones, en la isla del Coco no solamente estaría oculto el tesoro de Lima, sino también otro tesoro robado del puerto mexicano de Acapulco por el pirata portugués Benito Bonito, y otro tesoro más oculto por el corsario inglés Sir Francis Drake. De ninguno de los tres tesoros se tiene noticia hasta la fecha.

#### Las minas de Tisingal
La leyenda de las minas de Tisingal se refiere a una antigua creencia iniciada por los primeros conquistadores españoles de Costa Rica, sobre la existencia de unas riquísimas minas de oro ubicadas en algún lugar entre el valle de La Estrella y la cordillera de Talamanca, en el Caribe sur costarricense. La leyenda está aunada al propio origen del nombre del país, puesto que los españoles creían que en esas tierras abundaba el oro, que los indígenas obtenían de vetas auríferas ubicadas en los ríos, principalmente en la zona del Pacífico sur. El principal promotor del origen de la leyenda fue el adelantado Juan Vázquez de Coronado, quien localizaba esta mina fabulosa en algún lugar de lo que luego se llamó la provincia del Duy y Mexicanos, en actual territorio panameño (la región perteneció a la provincia de Costa Rica hasta 1836). Coronado equiparaba la riqueza de esta minas con las de Potosí, en Bolivia, y sus expediciones a territorio nacional tenían la esperanza de encontrar los lavaderos de oro del río La Estrella y las minas de oro ubicadas en algún lugar entre las montañas de Talamanca, en los alrededores del río Coén.
La leyenda sobre la existencia de estas minas se hizo particularmente popular durante el siglo XIX, cuando se organizaron por lo menos una decena de expediciones para salir en su búsqueda, pero las legendarias minas nunca lograron ser encontradas. Según el médico y explorador alemán, Alexander von Frantzius, quien hizo varias exploraciones científicas en Costa Rica, el nombre Tisingal deriva de Tegucigalpa, llamada en tiempos de la conquista Tafuzgalpa o tierra de oro, y la creencia de su ubicación en Costa Rica era debido al desconocimiento general sobre la geografía del istmo durante esa época. La leyenda de las minas de Tisingal tiene algunos puntos en común con la leyenda de El Dorado.

### Leyendas de los volcanes y las montañas
El paisaje volcánico y montañoso de Costa Rica cumple un papel destacado en el acervo cultural costarricense. Para los pueblos indígenas de Costa Rica, las montañas eran la morada de los dioses y de los muertos, y la fuerza eruptiva de los volcanes una manifestación del poder divino. En la mitología bribri, el Sulàyöm era un lugar mítico localizado en lo alto de la cordillera de Talamanca, donde el dios creador Sibö̀ había creado a los bribris. A la vez, varios volcanes de Costa Rica recibían el nombre de Chibuzú, nombre en cabécar para denominar a la morada de Sibö̀.

#### Leyenda de la laguna del volcán Barva

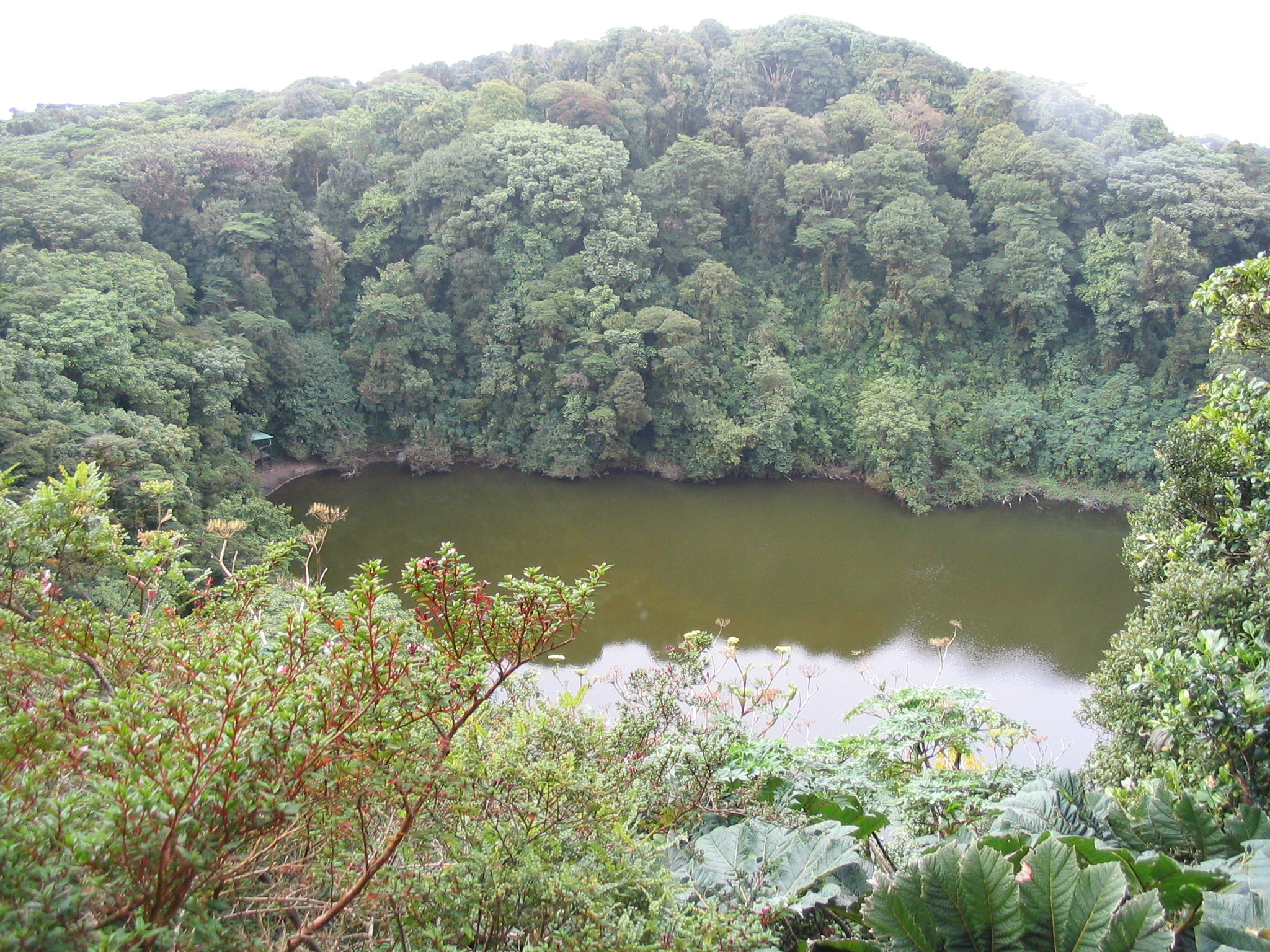
Las leyendas del Barva están ligadas a la presencia de divinidades.

Hay dos leyendas que explican el nacimiento de la laguna del volcán Barva.
La primera, de origen español, indica que en el volcán fue descubierto un inmenso tesoro indígena, oculto por años. Tras la repartición del botín, uno de los expedicionarios murió poco después, encargando a un amigo que con su parte levantara en ese lugar una ermita a la Virgen del Pilar, la patrona de los españoles.
El hombre, muy taimado, planeó quedarse con todo el oro y partió, para dormir en descampado. Al despertar se encontró en el mismo lugar de donde había salido, al lado de la tumba de su amigo, y frente a una muchacha llorando, quien dijo llamarse Pilar. El ofrecimiento de construir la ermita fue rechazado por la doliente, quien desapareció, dejando una laguna de lágrimas. Poco después el hombre murió.
La otra versión habla de una incursión azteca en territorios huetares, en el que recogieron tributos y dejaron una serpiente. Pero cada lugar donde se posaba la serpiente se llenaba de agua, así que los huetares rechazaron al animal. Los mexicas emprendieron el regreso con el animal, que dejaron en el volcán Barva, donde hizo brotar la laguna.

#### Leyenda del volcán Poás
El volcán Poás, ubicado en la Cordillera Volcánica Central, es uno de los volcanes más activos del país y es considerado una de las maravillas naturales de Costa Rica. Acerca de este coloso existen leyendas de que los indígenas de la región, pertenecientes a las tribus de botos y huetares, realizaban sacrificios humanos en su cráter. Una leyenda dice que, en los tiempos prehispánicos, habitaba una tribu indígena en las faldas de la montaña. En esta tribu había una hermosa doncella huérfana, que vivía sola en un rancho, y que una vez recogió a un pequeño rualdo, huérfano como ella, al cual cuidaba y protegía. Un día, repentinamente el volcán despertó, amenazando con destruir al pueblo con sus gases y lava. Los sacerdotes de la tribu interpretaron que el dios que habitaba en el volcán quería un sacrificio humano, así que decidieron sacrificar a la hermosa doncella del rualdo. Ésta fue llevada hasta el cráter, y cuando iba a ser devorada por las llamas, se escuchó el dulce trinar del rualdo, quien ofreció al volcán su canto en lugar de la vida de la mujer. El volcán, compadecido, fue apagándose hasta quedar solamente la laguna que se encuentra actualmente en su cráter. El rualdo no pudo cantar nunca más, pero a cambio de ello, obtuvo un hermoso plumaje, dorado por el calor de las llamas del volcán. Este, de vez en cuando, se acuerda del canto del ave, y entonces deja escapar llantos tardíos en forma de chorros de vapor caliente.

#### Leyendas del volcán Irazú

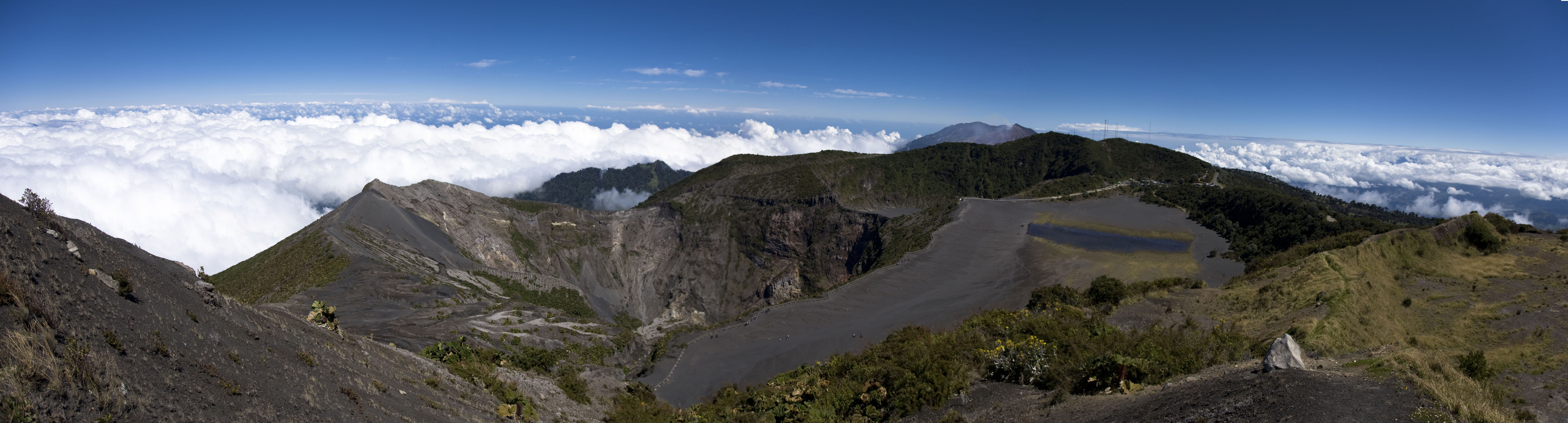
En una de las leyendas, el Irazú es un guerrero monumental que es sempiternamente acariciado por su enamorada en forma de nube blanca.

El volcán Irazú, el más alto de Costa Rica, se ubica en la provincia de Cartago. Alrededor de este macizo volcánico se cuentan varias leyendas que explican el origen de su nombre.
La leyenda de Irazú narra que, años antes de que los españoles arribaran a Costa Rica, la región hoy conocida como el Valle del Guarco se encontraba asolada por una guerra entre dos reyes indígenas: Coo, quien gobernaba la parte norte, y El Guarco, quien gobernaba el sur y había invadido la tierra de Coo. Tras una dura lucha y posterior a la muerte de Coo, Aquitaba, su hijo, fuerte y enérgico guerrero, viendo que iba a ser derrotado por su enemigo, tomó a su hija Iztarú y la llevó al monte más alto de la región, donde la sacrificó a sus dioses implorando su ayuda en la guerra. Estando en la batalla contra Guarco, Aquitaba imploró la ayuda de Iztarú sacrificada, fue cuando, del monte, brotó fuego, ceniza y piedra, que cayeron sobre los guerreros de Guarco, los cuales huyeron. Del costado del monte salió un riachuelo de agua caliente que destruyó los palenques de Guarco. Una maldición cundió y se decía que los habitantes del Guarco trabajarían la tierra, haciendo con ella su propia techo (teja); el pueblo luego se llamó Tejar de Cartago, la región norte Cot, y el monte más alto, Irazú.
La segunda leyenda versa acerca de una tribu indígena que habitaba la región de Cartago. Esta tribu, gobernada por un cacique que tenía una hermosa hija, rendía culto al dios Sol. La hija del cacique, en secreto, estaba en amoríos con un guerrero, príncipe de otra tribu enemiga de su padre. El sacerdote de la tribu, al darse cuenta de esto, dio noticia de los hechos a su señor, quien enfurecido, reclamó venganza a su dios. El Sol, escuchando su clamor, tomó a la princesa y la convirtió en una blanca nube, incrustándola con furia en el cielo azul. El guerrero, absorto por el prodigio, murió luego de soledad jurando luchar por alcanzar a su amada. Fue enterrado con toda ceremonia en la llanura, pero esa misma noche, la tumba comenzó a crecer, convirtiéndose primero en un túmulo, luego una loma y finalmente, una montaña: el imponente volcán Irazú. En las mañanas frías, la nube blanca, vaporosa y femenina, cariñosamente envuelve al gigantesco Irazú, guerrero viril, disfrutando eternamente de su amor.

#### Leyenda del volcán Turrialba

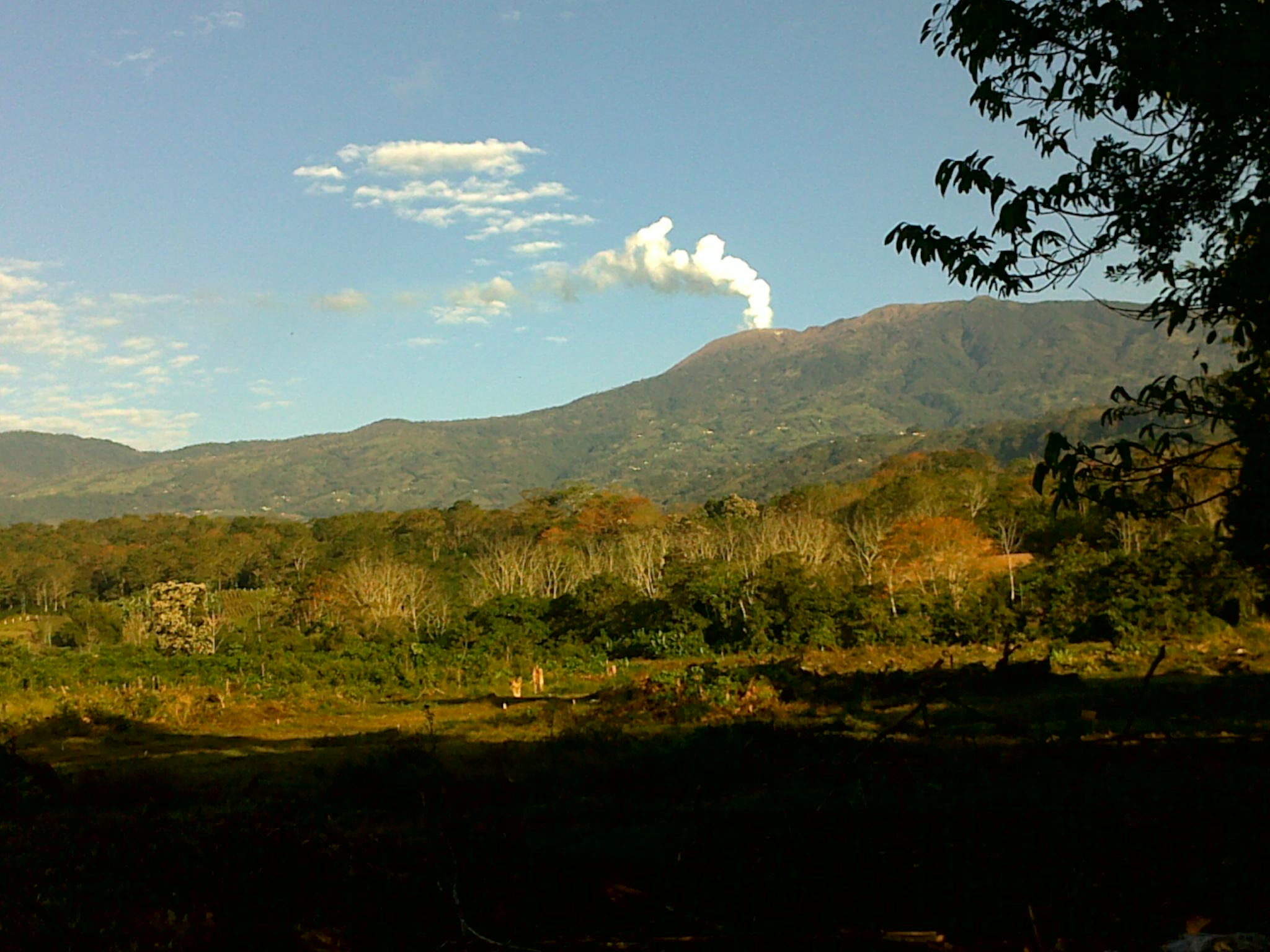
Una torre alba emerge del volcán.

El macizo del volcán Turrialba, ubicado en el cantón del mismo nombre, en la provincia de Cartago, alberga una leyenda acerca de su origen. La leyenda cuenta que en esas tierras habitó una tribu indígena cuyo cacique tenía una hermosa hija llamada Cira, de quince años, cuerpo esbelto y provocativo. Cierto día que Cira se internó en la selva, se topó con un guerrero errante, de otra tribu y raza desconocida, quien se enamoró de ella al instante y la raptó, llevándosela a la cumbre de la montaña, donde le declaró su amor. Al avanzar el día, la tribu, confusa, se lanzó en búsqueda de la princesa. Fue el cacique quien la encontró abrazada a su enamorado, y cuando los guerreros de la tribu quisieron tomar venganza de la afrenta, la selva se agitó y ocultó a los dos amantes en su inmenso vientre, dejando una columna de humo blanco como prueba de su amor. Años después, a la llegada de los conquistadores españoles, estos divisaron aquel humo sagrado que emanaba del cráter de la montaña, y le dieron el nombre de Torre Alba, que luego al paso de los años, los pobladores de esas tierras cambiaron por el de Turrialba.

#### Leyenda del volcán Rincón de la Vieja
El volcán Rincón de la Vieja, ubicado en la provincia de Guanacaste, cuenta con una leyenda que explica el origen de su nombre. Según esta leyenda chorotega, durante la época precolombina, habitó dentro del cráter una Dabaiba, es decir, una camac (bruja) muy vieja que tenía su escondite en las entrañas del volcán, en un lugar que los indios llamaban el Rincón de la Dabaiba. Este ser fantástico era temible, pues sus ojos despedían fuego y tenía en su boca enormes dientes de cótcolat (jaguar). Los chorotegas le temían y la obedecían, y le llevaban ofrendas de alimento en ollas de cerámica. La leyenda cuenta que un sacerdote venido de Granada (Nicaragua), durante la época colonial, le echó una maldición, y que desde entonces la Dabaiba está enterrada dentro del volcán, bajo un barro plomizo, espeso y caliente, que son las fumarolas que caracterizan a este coloso, echando de cuando en cuando mucho humo con fuego cuando se enfurece.

#### Leyenda del volcán Tenorio
Esta leyenda explica el origen del nombre del volcán Tenorio. Se trata de una leyenda prehispánica chorotega en la cual Tenorí, un guerrero de la tribu de Avancari, se enfrenta a un terrible monstruo que habita en una laguna ubicada en las faldas del volcán. Dicho monstruo había previamente atacado a su prometida, la bella Eskameca. Tenorí logra abatir a la criatura, pero desaparece entre las ondas de la laguna, quedando nada más el recuerdo de su hazaña en el nombre del volcán.

#### Leyendas del Cerro de las Cruces
El Cerro de las Cruces es un monte ubicado en la parte sur de la ciudad de Nicoya, en la provincia de Guanacaste, y es un lugar rico en mitos y leyendas que se remontan a la época prehispánica, de la conquista y de la colonia española. Una de las leyendas dice que en la época colonial, en la cumbre de este cerro había una laguna donde habitaba una enorme serpiente, cuyos violentos movimientos producen los terremotos que sacuden a la región de Nicoya, y que por tal razón, existen en lo alto de la cumbre tres grandes cruces. Todos los años, el 3 de mayo, el sacerdote y los vecinos de la comunidad deben subir al cerro para bendecirlo, para que la serpiente que habita en su interior se mantenga presa y no escape para destruir la ciudad. Como dato adicional, en el Cerro de las Cruces pueden encontrarse gran cantidad de nidos de serpientes venenosas, haciendo más peligrosa la peregrinación.
Otras leyendas narran que la quebrada que mana del cerro y los bosques aledaños se encuentran encantados, que en ellos se pueden encontrar guacales llenos de plata, cacao o carne, que en el cerro existe una puerta que lleva a un sitio donde pueden encontrarse tesoros, que de vez en cuando se puede escuchar el rugido de un león o el silbido de la serpiente que emanan de lo alto del cerro, que entre la espesura de los árboles vagan los espíritus de los difuntos o que se encuentra habitado por hechiceros nahuales que pueden convertirse en animales. Del Cerro de las Cruces, también, emergió la yegüita de la leyenda que representa a la Virgen de Guadalupe.

#### Leyendas del Zurquí

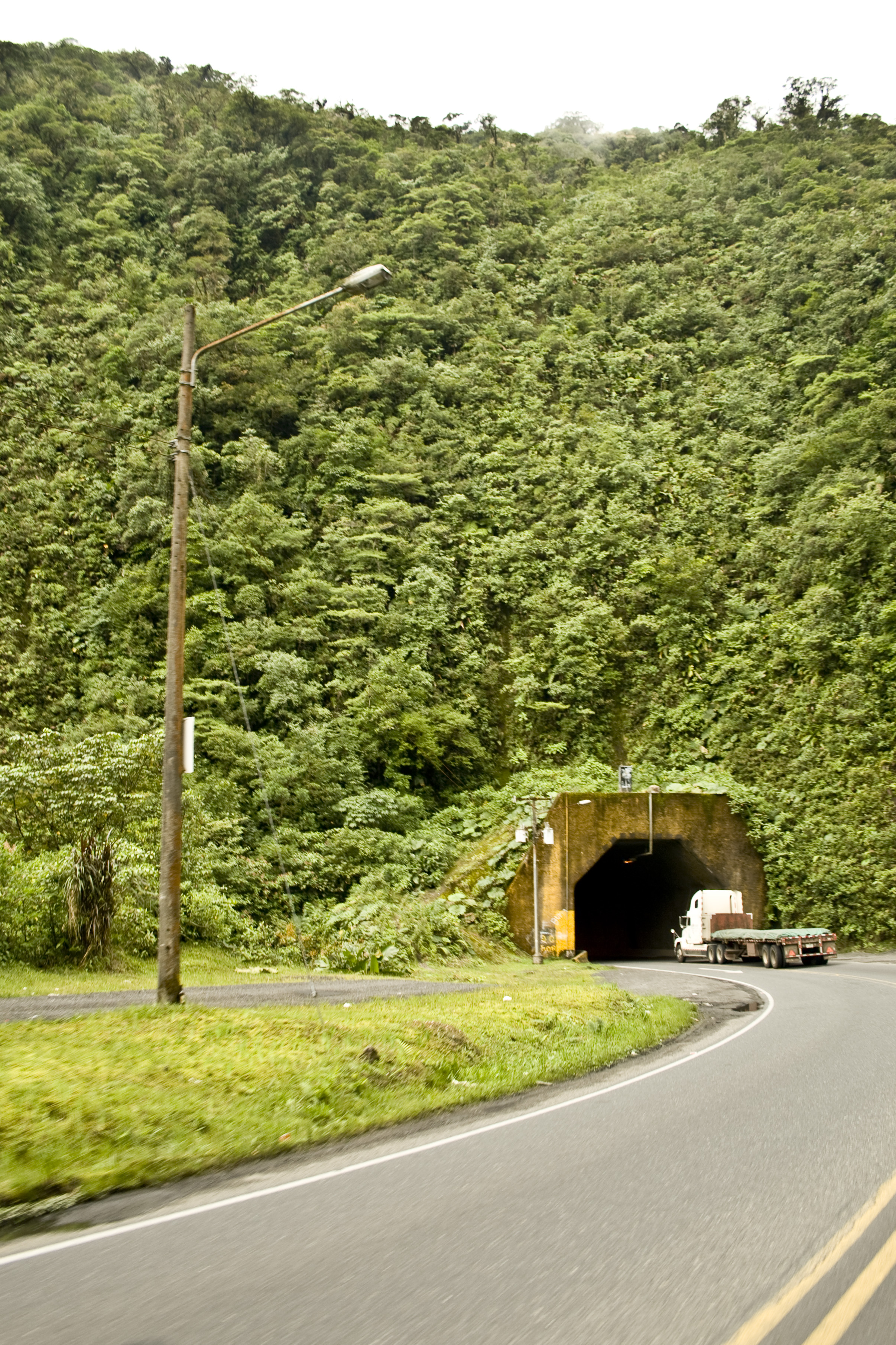
Vista del Túnel Zurquí con dirección a San José.

El cerro Zurquí (2010 m s. n. m.) es un monte ubicado en el cantón de Vázquez de Coronado. Es muy conocido en Costa Rica ya que a través de él se construyó un túnel que permite la comunicación del Valle Central con la región Atlántica del país, por medio de la ruta 32. El monte y la zona montañosa que le rodea son parte del Parque nacional Braulio Carrillo, caracterizado por su tupido y exuberante bosque tropical nuboso. La región es de difícil acceso, se caracteriza por su clima lluvioso y la ruta es temida porque es propensa a derrumbes.
Acerca de este cerro, existen varias leyendas, unas muy antiguas que datan de los tiempos prehispánicos, y otras más modernas, que se refieren a la presencia de espíritus y fantasmas de personas que han muerto en el sitio. Una leyenda indígena narra que en las cercanías del cerro habitó una princesa de la tribu térraba, llamada Turi Uha. Un guerrero de una tribu enemiga estaba enamorado de ella, por lo que cruzó los bosques del Zurquí para encontrarla. Al hacerlo, huyó con ella y un grupo reducido de sus amigas, pero el padre de Turi Uha los descubrió y persiguió, hasta darle muerte al guerrero, cuya alma subió a la cima del cerro, donde los indígenas creían que residían los muertos, en la morada del dios Sibú. La princesa y su séquito continuaron huyendo a través de la montaña, pero Sibú, compadecido, las transformó en mariposas (en otra versión, en jilgueros), para que tuvieran alas para alcanzar la cima donde residía su amado. Desde ese día, estos animales abundan en las cumbres del Zurquí.
La asociación del cerro Zurquí con el lugar donde habitan los muertos permanece hasta nuestros días, pero en este caso, por causa de leyendas que aseguran que esta zona se aparecen los espíritus y fantasmas de personas que han fallecido en el lugar, ya sea por accidentes de tránsito, que son frecuentes debido a las condiciones climatológicas de la región, como por individuos que han sido asesinados en el sitio y otros cuyos cuerpos han sido arrojados en sus profundos y oscuros precipicios. Entre las historias más populares, está la de la novia fantasma, en la cual muchos conductores aseguran haber visto el fantasma de una mujer vestida de novia que deambula cerca del túnel, en medio de la neblina y la oscuridad. Se mira la figura de una mujer vestida de blanco, que corre al lado de la carretera, desorientada y con el cabello largo y suelto, que repentinamente se cruza en la vía, pero que desaparece una vez el conductor trata de observarla por el espejo retrovisor. Otras historias hablan de una ambulancia fantasma que llega a rescatar personas, pero que en realidad no existe, y otros conductores que se han detenido a descansar en los márgenes de la carretera, aseguran que los automóviles son movidos o golpeados por fuerzas invisibles.

#### Leyendas del Cerro de la Muerte
El cerro de la Muerte es una montaña de la cordillera de Talamanca, ubicada entre Cartago y San José. Con 3491 m s. n. m. es una de las montañas más altas del país. El sitio fue una ruta de paso de pioneros que viajaban del Valle Central para colonizar el Valle del General, al sureste del país, a inicios de 1910. Atravesar el cerro era tan peligroso que muchos de los viajeros fallecieron por las duras condiciones meteorológicas, la altura y lo peligroso del camino, de allí el nombre. Aun en la actualidad, el paso a través del cerro de la Muerte por la Carretera Interamericana continúa siendo peligroso para los conductores, por la poca visibilidad cuando llueve, en las noches o con la neblina. La tradición oral recoge muchas historias de fantasmas que aparecen en el cerro de la Muerte: el sonido de un camión que se acerca a lo lejos pero que nunca se deja ver; espectros clásicos como la Cegua; fantasmas de personajes que piden aventones y luego desaparecen, como niños o mujeres vestidas de novia, que se aparecen a la vera del camino, generalmente a deshoras: muchos se detienen a recogerlos, pero luego desaparecen, mientras que otros que siguen de largo, narran que más adelante los vuelven a ver o que el fantasma súbitamente aparece dentro del vehículo.

### Leyendas de otros sitios geográficos específicos

#### El Puente de Piedra
El Puente de Piedra es un puente natural de este material ubicado en el Cantón de Grecia. Se encuentra ubicado sobre el río Poró, y en el siglo XIX, funcionó como ruta de paso para las carretas cargadas de café. Debido a su importancia económica durante este periodo histórico de Costa Rica, fue declarado sitio de interés histórico por el decreto N°23111-C. Aunque el puente se formó naturalmente por la erosión, existe una leyenda que atribuye su formación a un hecho sobrenatural. La leyenda cuenta que, en tiempos remotos, un campesino (en otras versiones, un indígena) de la zona tenía su casa al otro lado del cañón, la profundidad de este era tal que el hombre estaba obligado a recorrer más de medio día río abajo para poder cruzarlo y llegar al pueblo. Una noche que se devolvía del pueblo a su casa, se paró frente al cañón e invocó al Pisuicas (el Diablo), le prometió que le daría su alma a cambio de que le construyera un puente antes de que cantara el gallo. El Pisuicas estuvo de acuerdo, y estrechándose las manos, comenzó a trabajar. El Diablo trabajaba tan rápido que casi no se veía. Cuando solo le faltaba una piedra que colocar, el campesino sacó de la carreta un saco que contenía una gallo dentro, pateó el saco y el gallo cantó, salvando así su alma. Si una persona se para debajo del puente, se puede ver cómo este tiene un hueco donde le falta una enorme piedra.

#### La cascada de la novia
La cascada de la novia es una catarata de 600 pies de altura, ubicada en las afueras de la ciudad de Paraíso, en la provincia de Cartago. Recibe este nombre por una leyenda que narra que, a principios del siglo XX, una popular pareja de novios recién casados de esa localidad organizaron una cabalgata al Valle de Ujarrás, donde se encuentra la catarata, con el motivo de celebrar sus nupcias. Luego del paseo, durante el regreso, cuando pasaban cerca de la cascada, el caballo que llevaba a la novia, una mujer muy hermosa, por motivos desconocidos se encabritó, volviéndose loco y saltando hacia el abismo, llevándose a la joven con él. Algunas versiones de esta leyenda añaden que, por las noches, el fantasma de una mujer vestida de novia se aparece en las cercanías de la catarata.

#### Leyenda de la Peña Bruja

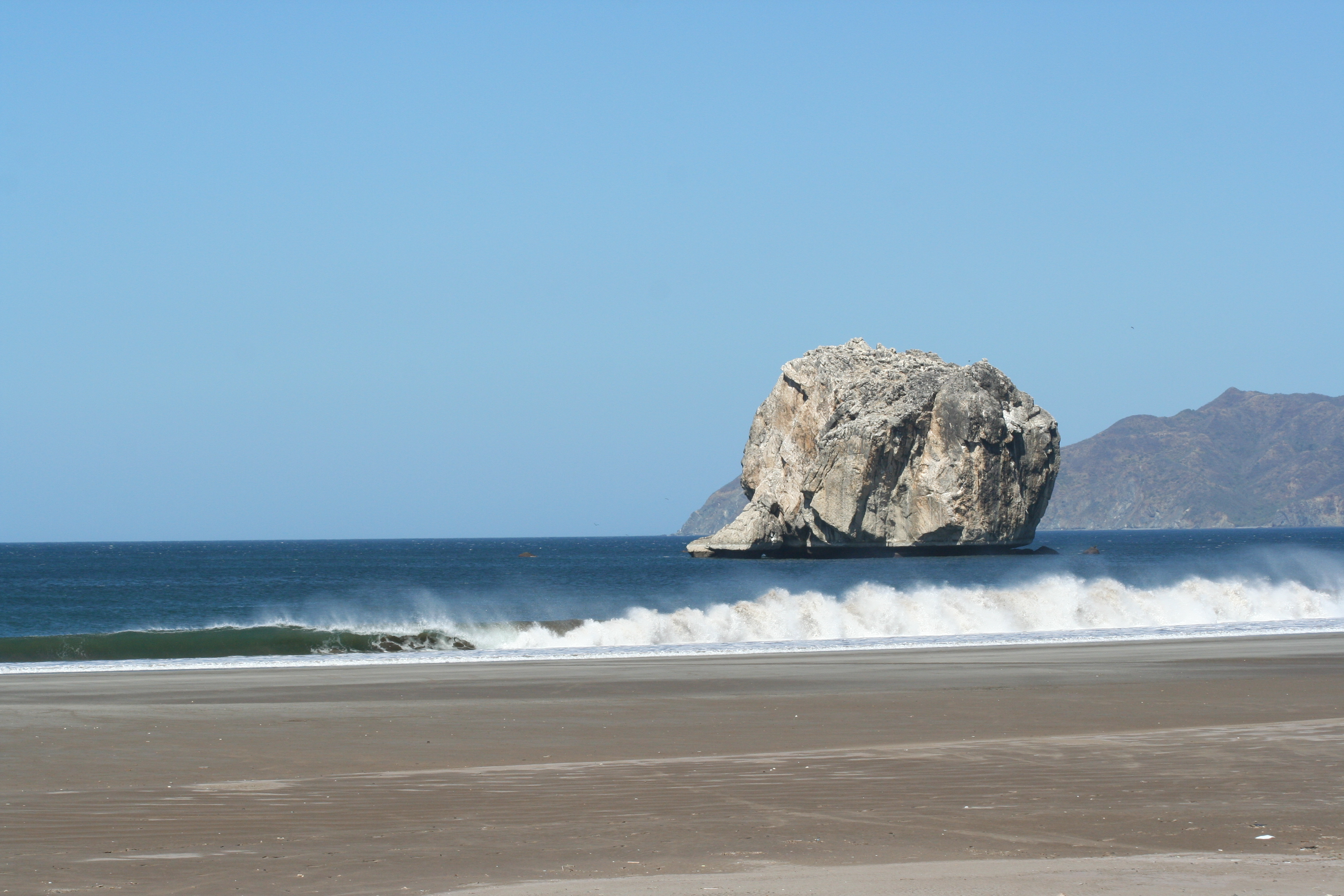
La Roca Bruja.

La Peña Bruja, conocida también como Roca Bruja, es un enorme peñasco ubicado en el mar, frente a playa Naranjo, dentro del Parque nacional Santa Rosa, provincia de Guanacaste. La zona es popular en la actualidad como punto de práctica del surf. Existe una leyenda sobre esta piedra, según la cual, en una ocasión, desafiando las fuertes olas que la rodean, un indígena navegó con su canoa hasta la roca, encontrándose dentro del sitio con tres hermosas jóvenes que estaban allí embrujadas, las cuales le contaron sus historias y desventuras. Cada una de estas jóvenes tenía un guardián: un toro, un anciano y un perro. Conviniendo con ellas en volver para rescatarlas, el indígena prometió no contar a nadie lo que había visto, pero una vez en tierra firme, los demás habitantes de la zona le conminaron a narrar su aventura. Por esta razón, el embrujo no pudo romperse y nadie volvió a ver a las jóvenes, que continúan hechizadas dentro de la peña. Dice la leyenda que, cuando el mar se torna embravecido, se puede escuchar el mugido enfurecido del toro dentro de la Roca Bruja.

### Leyendas indígenas

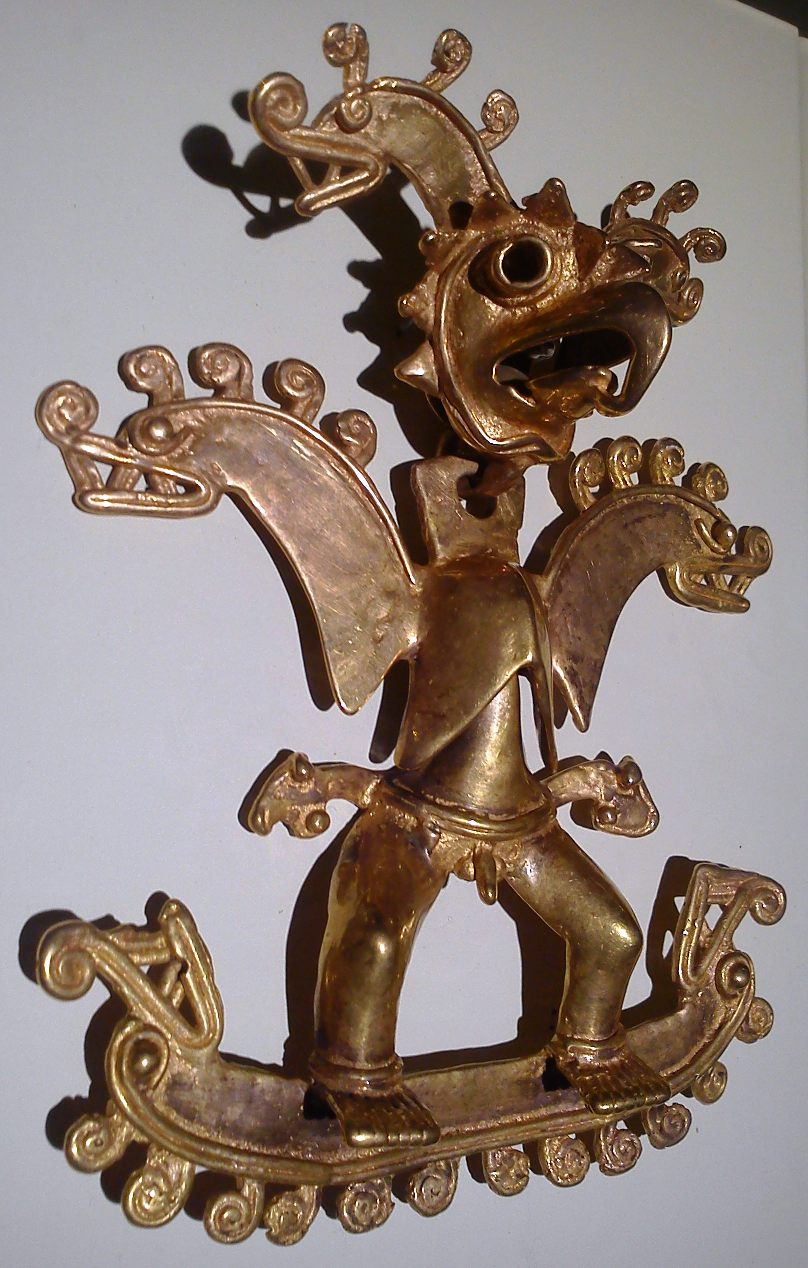
Representación de Sibú. Museo del Oro Precolombino, San José, Costa Rica.

Las poblaciones autóctonas indígenas de Costa Rica están conformadas por alrededor de 104 000 habitantes nativos americanos u originarios del territorio nacional. Están divididos en 8 grupos étnicos reconocidos: bribri, cabécar, maléku, huetar, térraba, boruca, ngäbe y chorotega. Cada uno tiene un territorio reservado. Muchos aspectos de su cultura, incluido el idioma en algunos casos, han sobrevivido hasta la actualidad. Los mitos y leyendas de los pueblos indígenas han sido determinantes en la formación de la cultura costarricense.

#### Leyenda de Tapezco
El cerro Tapezco es un monte ubicado en la provincia de Alajuela, entre los cantones de Zarcero y San Carlos. Según la leyenda, su nombre deriva de un cacique indígena de la etnia de los botos o de los huetares, que habitó en el territorio que hoy conforman las llanuras del río San Carlos, en la época previa a la conquista española. Dice esta historia que Tapezco estaba en guerra con los toris, otro pueblo indígena que habitaba en las llanuras del río San Juan. Un día, Tapezco subió a la cima del volcán Poás, donde habitaba una dabaiba, para consultarla, pero cuando volvió, encontró a su pueblo desolado, con mucha gente muerta. Entonces, Tapezco subió a una colina, desde la cual divisó a los enemigos que huían, por lo que llamó a gran voz a la dabaiba para que le ayudase a vengarlo. La bruja hizo que el volcán entrara en erupción, destruyendo todo a su paso hasta llegar a la corriente del río San Juan, donde formó el delta donde está la desembocadura del río San Carlos. En el proceso, tanto Tapezco como sus enemigos perecieron, pero la colina donde el cacique invocó a la bruja quedó bautizada con su nombre.

#### Leyenda de Cuasrán
Cuasrán es un personaje mítico y héroe cultural de los boruca, pueblo aborigen del sureste de Costa Rica. Es un jefe indígena todopoderoso que habita en el Cerro Volcán (llamado por los locales Casa de Cuasrán), ubicado cerca de la localidad de Boruca, en el cantón de Buenos Aires de Puntarenas. Durante la época de la conquista de Costa Rica, Cuasrán se ocultó allí con su familia para escapar de los conquistadores y evitar ser bautizado a la nueva religión. Los boruca creen que Cuasrán está pendiente de sus éxitos y desventuras, y cuida de que su pueblo y sus costumbres no desaparezcan. También creen que de vez en cuando, Cuasrán los visita y se mezcla entre ellos, sin ser reconocido, para compartir con su pueblo y conocer sus problemas de primera mano. A veces, también puede castigarlos para corregirlos, y cuando alguna persona desaparece misteriosamente, se dice que se lo llevó Cuasrán. Junto con la artesanía tradicional boruca y la festividad conocida como juego de los diablitos, la creencia en la existencia de Cuasrán es uno de los tres elementos más importantes de la identidad del pueblo boruca.

#### Leyenda de Tucurrique
Tucurrique es una comunidad del cantón de Jiménez, en la provincia de Cartago. Su origen parece ser antiguo, ya que la región donde se encuentra la población ya estaba ocupada por indígenas huetares a la llegada de los españoles. En el año 1600, luego de la conquista, Tucurrique se convirtió en la sede de la corte del cacique Correque, señor del Valle del Guarco. Cuenta la leyenda que el nombre de esta localidad surge a partir de un fuerte y apuesto rey indígena, de nombre  Tucurrique, cuya tribu vivía en este valle, donde la caza era buena y la vida tranquila. Nayib, una bella mujer, estaba enamorada de él, pero el cacique también atendía los amores de otras mujeres, y ella quería que la amara solamente a ella. Para vengarse, en un día oscuro que amenazaba tormenta, lo convenció de salir de cacería a la montaña. Tucurrique accedió, pero entonces se desató un torrencial aguacero, que hizo que el cacique buscase refugio en una cueva. La oquedad, sin embargo, se cerró tras él, dejándolo encerrado para siempre en la montaña. No obstante, no murió, puesto que el monte quedó encantado. Se cuenta que las tormentas y huracanes que se desatan en la región, son producto de la ira del cacique, y que de vez en cuando, se pueden escuchar tañidos de campanas que emergen de lo profundo del monte, razón por la cual los locales llaman a este monte, cerro Campano.

#### Leyenda de Orontes
Esta es una leyenda natural del cantón de Orotina, que habla de un poderoso rey indígena llamado Orontes, que habitó ese lugar antes de la llegada de los españoles. Orontes era muy rico y además, un gran guerrero y cazador, por lo cual, cuando su primo el rey Garabito le solicitó ayuda contra los españoles, Orontes fue a la guerra, no sin antes ocultar su fabuloso tesoro de piezas de oro en el cauce de un río cercano. De vuelta en su pueblo, tras ser herido, murió al poco tiempo, cubierto de gloria. El tesoro nunca fue encontrado y se dice en el pueblo que cerca de la Quebrada Zúñiga se pueden ver luces de colores que flotan en el aire: es el alma de Orontes, que cuida de su tesoro. Se supone que el nombre del cantón surge a partir de este personaje, quizás remotamente basado en el histórico rey chorotega Gurutina.

#### Leyendas de Nandayure
Nandayure es el cantón noveno de la provincia de Guanacaste, que en la época precolombina estuvo habitado por indígenas chorotegas. Una leyenda explica el nombre de la región a partir de una legendaria princesa chorotega llamada Nandayure, de la cual se dice poseía poderes mágicos y podía comunicarse con los espíritus. Nandayure era amante del cacique Nambí, señor de Nicoya, quien tenía muchas otras amantes. Celosa Nandayure, rogó al Espíritu Creador que la vengara. Este le respondió otorgándole el poder de transformar a las amantes de Nambí en hormigas zompopas, las cuales adquirieron la facultad de saber si el corazón de los hombres albergaba buenas o malas intenciones. A aquellos que tenían malos propósitos, les destrozaban los sembradíos. Con esta leyenda explicaban los campesinos la existencia de esta especie de hormigas que en ciertas épocas del año invade los campos de cultivo.
Otra leyenda que tiene como protagonista a Nandayure cuenta que, en la época de la conquista española, la princesa encontró a su amado, el cacique de Nicoya, rodeado de doce esclavas mestizas. Enfurecida, tomó un arma y mutiló los senos de las mujeres,  y luego los enterró en un lugar llamado el Valle del Cayure, al pie de un árbol de jícaro que se creía encantado. A partir de aquel momento, el jícaro, que nunca había dado frutos, comenzó a cosechar unas frutas redondas y turgentes cuya forma recuerda el busto femenino. Desde entonces se dice que los viajeros que se aventuran en este valle, se topan con el misterioso árbol, y si se tocan las jícaras, al viajero se le extravía el camino y se pierde, recuperándolo únicamente cuando se toman las frutas y se revientan contra el suelo.

#### Leyenda de Nosara y Curime
Esta leyenda de amor proveniente de Guanacaste narra la historia de Nosara, una joven y hermosa princesa nicoyana, que se enamora de Curime, un valiente guerrero tarasco que había venido allende las fronteras de la gran nación chorotega. Nacaome, un poderoso hechicero y gran guerrero de la isla de Chira, deseaba casarse con la princesa por su hermosura y también porque al casarse con ella podría apoderarse del reino de Nicoya. Nosara despreciaba el amor que Nacaome le profesaba y correspondía solo a los amores de Curime, por lo que Nacaome desafió a este a un juego de pelota por la mano de la princesa. Curime logró vencerlo gracias a sus mejores habilidades. El día de la boda, no obstante, Nacaome atacó Nicoya con un gran ejército, tomando por sorpresa al pueblo nicoyano. Nosara y Curime lograron escapar de Nacaome, quien los persiguió sin misericordia, hasta que por fin logró alcanzarlos en la playa que lleva el nombre de la princesa, donde los mató a flechazos. La leyenda cuenta que, antes de huir de Nicoya, Nosara logró llevarse las tinajas donde se ocultaba el magnífico tesoro de su padre, que escondió en los playones donde fue mortalmente herida. Se dice que el alma en pena de Nosara, desde entonces, se pasea por la playa por las noches cuidando del tesoro, que nunca fue encontrado, y que en realidad es la misma belleza natural de la zona.

#### Leyenda de Dunuá y Diriak
Esta leyenda indígena también se conoce como Leyenda de la Loma del Sapo. Narra la historia de Diriak, un joven guerrero de la tribu de Arrokará, quien un día parte navegando en una canoa hacia el Poniente, por el Gran Río, hacia la ranchería vecina a desposarse con la bella Dunuá. Al pasar por el sitio conocido como la Loma del Sapo, deja una flor a la entrada de la gruta donde habita Huen-Ké, un temible ogro (o gigante) que cobraba dicho tributo como derecho de paso. Diriak y Dunuá se encuentran y corren uno hacia el otro, con el corazón palpitando aceleradamente, como el de los colibríes al volar, por la emoción del amor. Al regreso de su boda, los recién casados volvieron a pasar frente a la gruta del gigante, deteniéndose para dejar el tributo, pero cuando Huen-Ké vio la hermosura de Dunuá, no quiso el tributo y secuestró a la mujer. Diriak, entonces, tomó sus armas y se enfrentó al ogro. Huen-Ké arrojó a Dunuá dentro de su cueva, donde ella perdió el sentido, y seguidamente, el ogro trató de aplastar a Diriak, pero como este era más rápido y ágil, le esquivaba hiriéndole con su lanza en el único punto débil del gigante: un pequeño espacio debajo de su pecho. Herido de muerte, Huen-Ké se desplomó, no sin antes asestar un formidable golpe con su hacha sobre el cráneo de Diriak, que cayó con él. Poco después, Dunuá recobró el sentido y observó la macabra escena. A lo lejos, observó como el río se llevaba el cuerpo de su amado, por lo que se lanzó sobre la canoa río abajo con el fin de recuperarlo, hasta que su silueta se perdió en el horizonte del atardecer. Cuenta la leyenda que al caer la noche, en la Loma del Sapo se escuchan tristes lamentos de un alma errante que busca algo que no encuentra, y que en la gruta del gigante, los colibríes hacen sus nidos como recuerdo del amor de Dunuá y Diriak.

#### Leyenda de Turé Huá y Porubrí

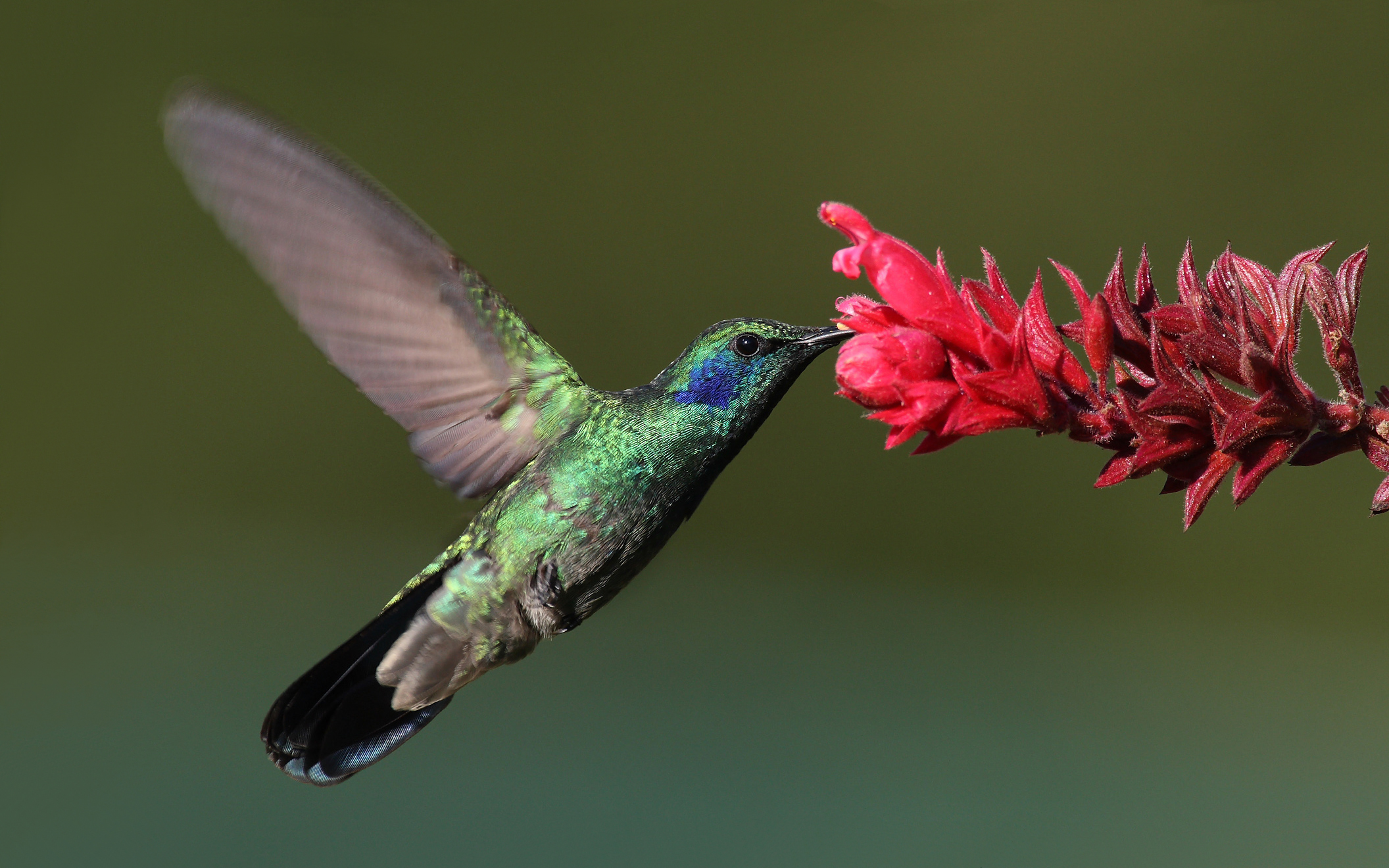
Esta leyenda narra el origen del colibrí y de la flor de la que se alimenta.

Esta se trata de una leyenda boruca. Según esta leyenda, en el valle del río Grande de Térraba habitaron una vez dos tribus indígenas que eran enemigas y luchaban constantemente entre sí. Porubrí era un guerrero, hijo del cacique de una de las tribus, que estaba enamorado de Turé Huá, la princesa hija del cacique de la tribu enemiga. Como la enemistad entre las tribus impedía a Porubrí casarse con Turé Huá, el guerrero concibió un plan para raptar a la princesa. De esta forma, Porubrí vigilaba desde el bosque a Turé Huá mientras ella se bañaba en el río, custodiada por sus siervas y por los flecheros de su padre. Por fin, una noche, Porubrí aprovechó el dormitar de la tribu de Turé Huá para apoderarse de ella y escapar por la montaña hacia las tierras de su pueblo, pero, descubierto por los arqueros del padre de Turé Huá, fue perseguido hasta que tuvo que hacerles frente. En la refriega, Porubrí salió victorioso, pero no pudo evitar que una de las flechas atravesara a Turé Huá en el corazón, matándola.
Como castigo por la muerte de la princesa, el dios Sibú transformó a Porubrí en el monstruo Ibih Oguá, que habita en aquel cerro, llamado por los locales Kak-Turín, dando grandes alaridos. El espíritu de Turé Huá fue transformado en el colibrí, y del lugar donde cayó su sangre surgió la madreselva de campánulas rojas, de cuyo néctar los colibríes se alimentan y cuyo perfume engalana la montaña.

#### Los Muerras

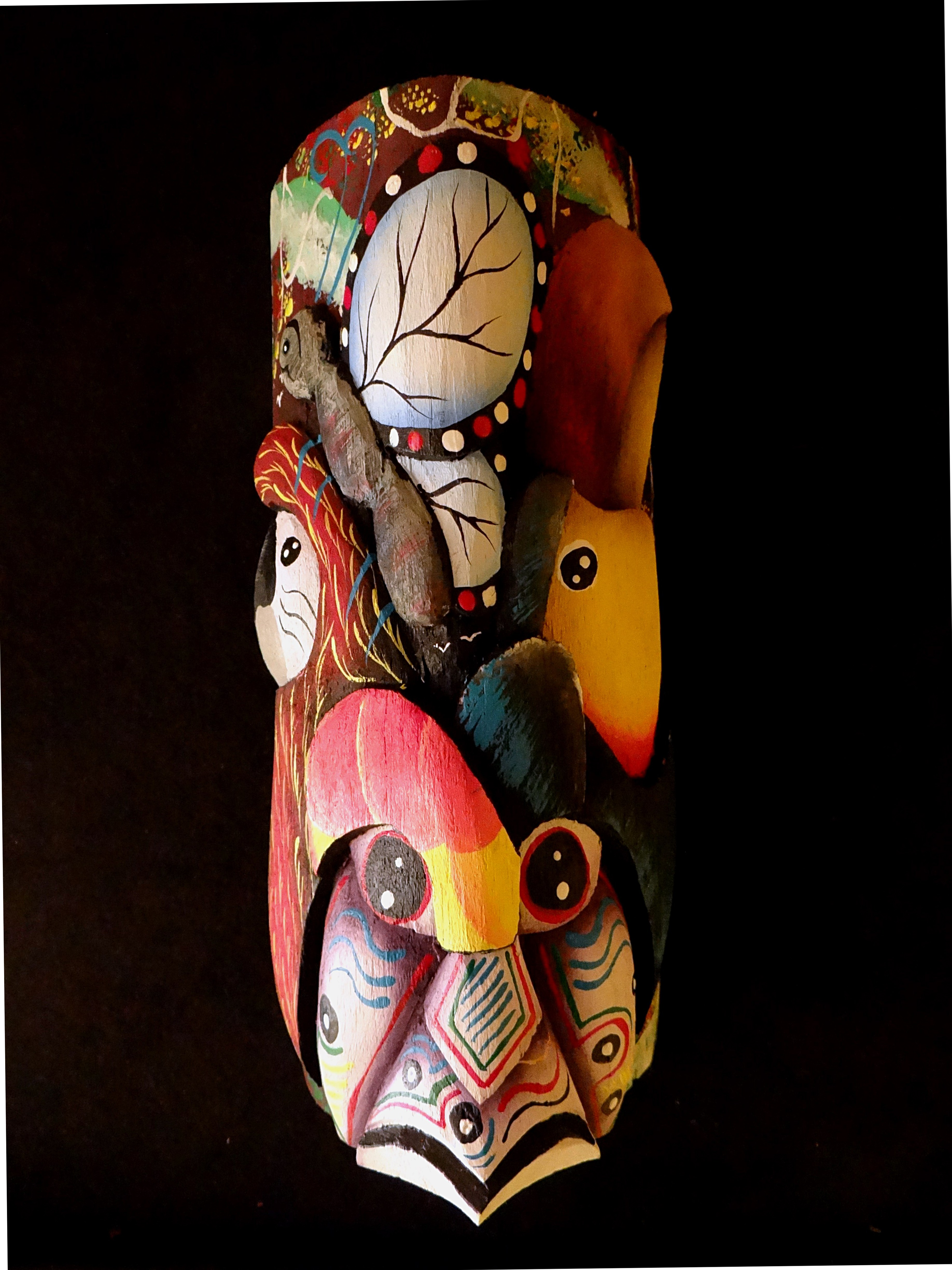
Máscara maléku.

Los Muerras son una raza de gigantes de la mitología de los indígenas malékus y botos. Habitaban en las islas Ometepe y Solentiname, en el Lago de Nicaragua, y según la leyenda, descendían por la Sierra de Tilarán y el río Frío para atacar a estos pueblos. En sus pillajes, mataban a todos los hombres y secuestraban a mujeres y niños para realizar sacrificios humanos en sus teocallis. Se cree que el origen del mito está relacionado con las migraciones de los nicaraos entre los años 1000 y 1100 d. C.
Según la leyenda más conocida, una hermosa princesa fue raptada por los Muerras y llevaba a una de sus islas, donde la colocaron sobre un altar "con más de mil gradas", con forma de heptágono, donde había siete figuras de ídolos con garras, le dieron a tomar bebedizos y la adoraban realizando sacrificios humanos. La princesa logró escapar una noche, y tras nadar sobre la superficie del lago, llegó al poblado de Upala, donde encontró a su prometido, un bravo guerrero de la tribu de los botos, preparando a otros guerreros para ir a rescatarla. La princesa, sin embargo, hechizada por las supercherías de los nahuales de los Muerras, finalmente murió. Desesperado, el guerrero no enterró a su amada, sino que echó el cuerpo al río Zapote y siguió río abajo hasta el lugar conocido como Caño del río Frío, donde el espíritu de la princesa se le apareció dentro del agua, y allí le entregó un penacho de plumas que le daría la fuerza para derrotar a los Muerras. En la siguiente incursión de los gigantes, el héroe logró derrotarlos en el sitio que se conoce desde ese momento como el Caño de la Muerte, donde cuenta la leyenda que en las noches de luna llena puede verse el rostro de la princesa reflejado en el agua.